# フォーミュラ1カー
フォーミュラ1カー (Formula One car) またはF1カーは、フォーミュラカーの一種でF1世界選手権の規則に沿ったレーシングカーである。

## 概要
現代のフォーミュラ1カーが、他のフォーミュラカー（レースカテゴリ用マシン）と大きく異なる点として、参戦する各チームが独自にマシンを作ることにある。生産性やコストパフォーマンスが重視される量産車やこれをベースにするプロトタイプカーレース、共通シャーシを用いる他のフォーミュラカーレースとは全く異なる「1品モノ」ないし、多くて数台しか製作されない車両である。また材質はその素材の特性（重量、強度など）を第一に選択され、早くからクロモリ鋼など比較的高価な材料が使われていたが、近年は更に高コストな素材（チタン合金、カーボンファイバー (C-FRP)）が多用され、高価な素材の使用に拍車がかかっていた。しかし開発・製作費の高騰から、安全性のための部材以外についてはF1レギュレーションにより規制が年々強められている傾向にある。
車両価格の全容はつかみにくいが、2024年モナコグランプリでレッドブルの車両が全損に近い形で大破した際には、チーム側が200万ドルから300万ドルといった被害額を主張した例がある。

### コンポーネント種別
FIAでは、2022年シーズンよりマシンに使用されるパーツ類を以下の4種類に分類し、それぞれに対して規制を行う形態を導入している。
リスティド・チーム・コンポーネント（LTC）
「そのデザインや製造および知的財産が、単一の競技者によって独占的に所有・管理されている」もの。必ずしも自チームで開発・設計したものである必要はなく、F1外の企業と独占契約を結んでその技術を利用する形態も含まれる。モノコック（サバイバルセル）や空力パーツ類、自社開発したECUのソフトウェアなどが該当する。
スタンダード・サプライ・コンポーネント（SSC）
FIAが指定した供給者によって設計および製造が行われ、全チームに供給されるもの。ワンメイク化されている部品（タイヤ、ホイール、標準ECU、一部のセンサー類など）が該当する。
トランスファラブル・コンポーネント（TRC）
あるコンストラクターが設計・製造し、他チームへの供給・譲渡が許されるもの。ただし供給が可能なのは、供給側が当該年もしくはその前年に使用したものに限られるほか、自チームと同一のスペックである必要がある。ギアボックスやサスペンションパーツ類、油圧ポンプやパワステなどが該当する。
オープンソース・コンポーネント（OSC）
FIAの指定サーバにて仕様や設計情報が公開され、どのチームでもロイヤリティフリーで使用可能（当該設計に従った部品を独自に製造しレースで使用できる）なもの。各チームはサーバから入手した設計情報を独自にカスタマイズすることもできるが、変更後の設計情報は同様にFIAのサーバにてOSCとして公開する義務を負う（考え方としてはGNU GPLなどに近い）。ドライブシャフトやブレーキ周り、ドライバー用のドリンクシステムなどが該当する。ただしOSCを利用するかどうかは各チームの判断に委ねられ、2022年時点では「OSCに参加しない（他チームの設計情報を参照できない代わりに、自チームの設計情報を公開する義務も無くなる）」という選択も可能である。

## シャーシ
| フェラーリ・158F1（1964年） |  | フェラーリ・F2004（2004年） |
| フェラーリ・158F1（1964年） |  | フェラーリ・F2004（2004年） |

カーボンファイバー製のモノコックが全てのチームで採用されている。カーボンファイバーは強固だが柔軟性に欠けるため、カーボンファイバーの間にアルミニウム製のハニカムを挟んでいる。レギュレーションではシャーシの材料については特に言及されていない。しかし、シャーシの各部についてFIAが強度を確認する「クラッシュテスト」が毎年実施され、これをクリアするにはカーボンファイバー製以外では困難になってきていることが、カーボンファイバー製のシャーシしか存在しない一因となっている。レギュレーションでは「サバイバルセル」と表現される。
シャーシは各チームが独自の物を製造し、カーボンファイバー製品の製造に必須なオートクレーブはチームが所有していることがほとんどだが外注しているチームもある。
構造については、最初期はラダーフレームといった簡素な構造にシンプルなデザインのものが多数を占めていたが、エンジンパワーやマシンの速度が向上するにつれて、ラダーフレーム → バスタブ構造 → モノコック構造というように、より動的車体剛性が高い構造に切り替わっていった。さらに、空力が追求されることで形状も複雑なものへと変化していった。
素材としては1980年代半ばまで、ほとんどアルミニウムが使用されてきたが、1980年代の大出力のターボエンジンの強大なパワーを支えることや、速度上昇によるシャーシの強度アップが求められた結果、カーボンファイバー製以外のシャーシは駆逐された。同様に、エンジンカバーなどの空力パーツやサスペンションアームなどは軽量化や強度アップの面からシャーシと同じくカーボンファイバー製のものが多数使用されている。

## エンジン
2014年に1.6 Lシングルターボ / V6、最高回転数15,000 rpmが規定となり、細かい規定変更を繰り返しながらも現在までの基本形となっている。

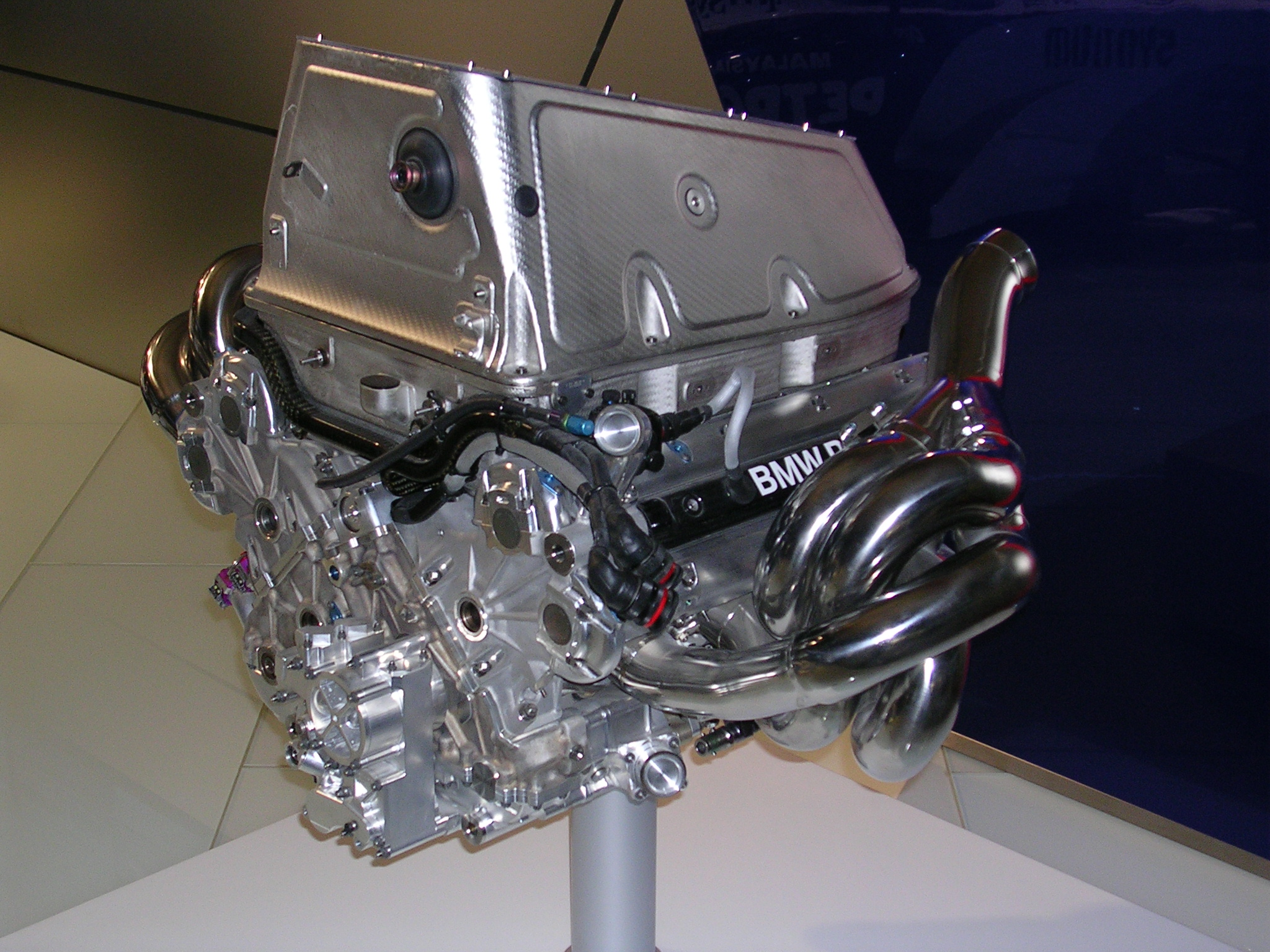
BMW P86（2.4 L・V8自然吸気エンジン ）

過去には自然吸気エンジン搭載車とターボエンジン搭載車の混走や、V8 - V12エンジンの混走、1.5 Lツインターボ / V6で最高出力が1,500馬力以上のものや、2005年まで使用されていた3 L自然吸気 / V10で最高出力が900馬力以上・最高回転数が20,000 rpm以上、などバラエティに富む時代もあったが、エンジン開発競争による開発費の高騰を抑制する等の目的から規制が次第に厳しくなり、現在ではエンジンの吸気系統や排気量が統一されるとともに、各部の寸法も厳密に規定されており、2014年は開発凍結、2015年から2016年まで「トークン制」を採用しエンジンのアップデートが厳しく制限された。トークン制は2017年に廃止されたが、年間使用数がより厳しく制限されたため頻繁なアップデートは難しくなっている。
エンジンコントロールユニット（ECU）は、2008年からマクラーレン・エレクトロニック・システムズ（現：マクラーレン・アプライド・テクノロジーズ）が供給する共通ECUに統一されている。また2018年からは、エンジンに取り付けられる圧力・温度センサーも同社製のものに統一された。

### シリンダーブロック
現在の設計では、シリンダーブロックをシャーシのストレスメンバーとして使用するためエンジン単体での応力以外も考慮されている。（ストレスマウント方式）
軽量化のため、エンジンブロックはアルミニウムで製造される場合が多い。しかし、アルミニウムの強度が低いことから鉄製のシリンダーライナー（ピストンと接触する部分）を挿入することが多かった。現在では、アルミニウム表面にニカジルメッキ（ニッケル/シリコン・カーバイド）を施すことでライナーを省略することが多い。

### ピストン・コンロッド
ピストンは軽量化を図るために鍛造アルミニウム合金を使用し、摩擦を低減するために極端にスカートが短い。ピストン1個当たりの重量は200 g強である。
高強度・軽量な性質を持つベリリウム合金が1990年代後半にマクラーレンによって使用されたとの噂もあるが、現在は使用が禁止されている。また、2000年代に入ってから、メタル・マテリアル・コンポジット(MMC)と呼ばれる複合材料が使用されたが、2006年以降使用が禁止されている。
乗用車は通常3本のリング（オイルリング1本とコンプレッションリング2本）がピストン側面に装着されているが、摩擦損失低減のためにこれが2本（オイルリングとコンプレッションリングを1本ずつ）しか装着されていない。
コンロッドはチタン合金を使用する。断面形状はI型やH型が一般的ではあるが、断面を中空とした中空コンロッドを使用するチームもあった。I型やH型に比べると強度が高くなる。

### バルブ
バルブの材質はチタンが主流である。閉じる方法として金属ばねが長く用いられたが、1990年代のエンジンの高回転化の進展に伴い、圧縮空気をばねの代わりに用いたニューマチック式が現在の主流である。このニューマチック方式は、1986年にルノーが初めて採用した。金属ばねでは、回転数が上昇すると共にサージングと呼ばれる共振現象が発生し、回転数の上昇の妨げになるからである。
エンジンの吸気効率や排気効率を高めるため、最初期に2本（吸気1本・排気1本）だったバルブの数は、4本（吸気2本・排気2本）が主流となった。1990年代前半、エンジンのバルブを1気筒あたり5本（吸気3本・排気2本）としたエンジンをヤマハやフェラーリが実戦に投入したが、普及することはなかった。

### F1エンジンの歴史
- こちらの出典も参照[13]。

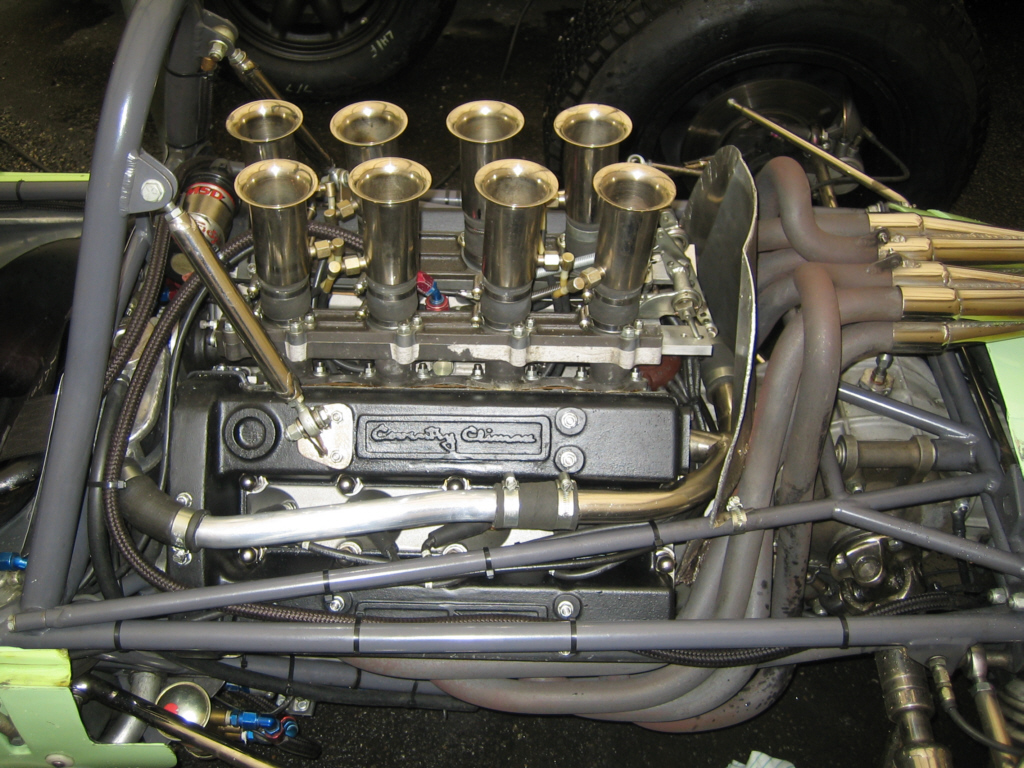
クライマックスFWMVエンジン（1.5 L・V8自然吸気エンジン）

最初期にはスーパーチャージャーを搭載したエンジンがあったが、燃費の悪さなどから自然吸気エンジンに取って代わられた。1950年代後半には、コヴェントリー・クライマックスがエンジン供給を開始。FPFエンジン、FWMVエンジンなどが多くのチームに供給された。しかし、1966年に排気量が1.5 Lから3.0 Lに倍増されたのを機にF1から撤退してしまう。

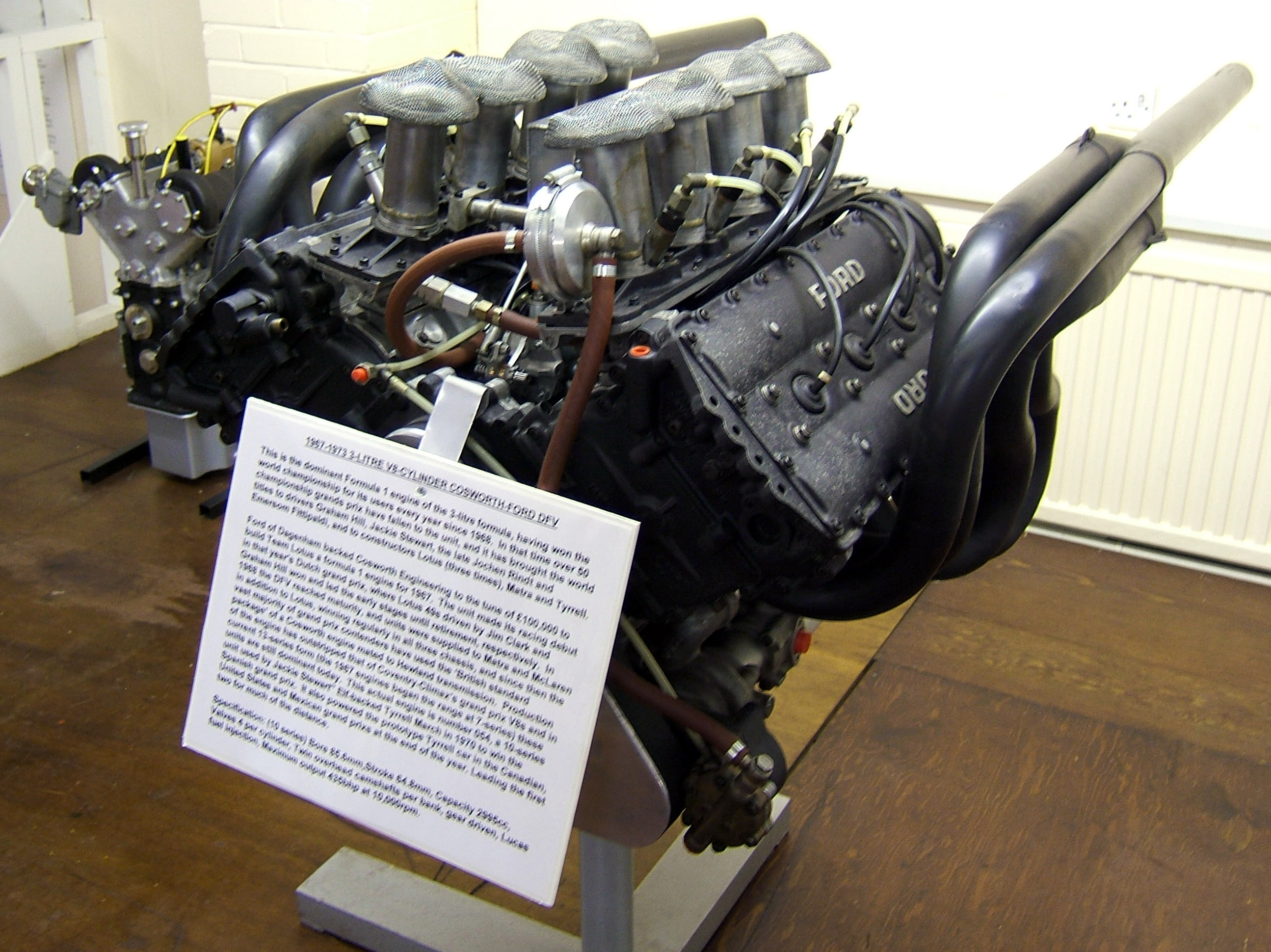
フォード・コスワース・DFVエンジン（3.0 L・V8自然吸気エンジン）

クライマックスがF1から撤退した後、フォード・コスワース・DFVエンジンが1967年にデビューした。この年はロータスに独占供給されていたが、翌年以降はロータス以外にも市販され、1970年代まで自然吸気エンジン（またはDFVエンジン）の独擅場となった。
DFVエンジンのデビューに前後して、エンジンのストレスメンバー化が進行していった。ホンダが初めてF1に持ち込んだ設計である。従来では、後車軸付近まで伸びたモノコックにリヤサスペンションを取り付けていたが、それを直接エンジンのシリンダーブロックやギヤボックスに取り付ける方法が考案された。そうすることで、余分なモノコック構造を削減することで軽量化ができるようになった。その分、エンジンのシリンダーブロックに負担がかかることになったので、シリンダーブロックの強度がより求められるようになった。
| ホンダRA168E（1.5 L V6ターボエンジン、1988年） |  | BMW M12/13（1.5 L 直4ターボエンジン、1982年 - 1988年） |
| ホンダRA168E（1.5 L V6ターボエンジン、1988年） |  | BMW M12/13（1.5 L 直4ターボエンジン、1982年 - 1988年） |

1977年、ルノーがターボエンジンを携えて参戦を開始した。参戦初期はトラブルが多発し、黄色の車体とエンジンブローの様子から「イエローティーポット」と揶揄されたが、1979年に初優勝を獲得する。これ以降、ターボエンジンの優位性に気づいた他陣営も挙ってターボエンジンを開発する（フェラーリ：1981年、BMW：1982年、ポルシェ：1983年、ホンダ：1983年など）。1980年代後半にはほとんどのマシンで搭載されていた。わずか1.5 Lの排気量で1,000〜1,500馬力オーバーの出力まで発生させたが、1988年いっぱいでターボエンジンは一度禁止される。
1989年以降は自然吸気エンジンのみとなり、排気量は3.5 L以下であった。シリンダー配置には、シャーシとのマッチングを考慮したV8（フォード、ジャッド）、エンジンの出力を優先したV12（フェラーリ、ランボルギーニ）、双方の中間であるV10（ルノー、ホンダ）が出現する。1994年サンマリノグランプリで起こったドライバーの死傷事故を受けて翌1995年からは3 Lに縮小され、この年限りでV12エンジンはF1から姿を消した。1998年には、前年までV8エンジンを供給していたフォードとハートもV10エンジンの供給に切り替えたため、F1に出走する全車がV10エンジンを搭載することとなった(後述のとおり、最終的には2000年のレギュレーションでエンジン形式がV10に統一された）。2006年には、最速速度の向上、ラップタイムの短縮に歯止めをかけるため、排気量が2.4 L以下で8気筒に制限された。2007年以降、資金負担の軽減を目的にエンジン開発が凍結された。
その後、2009年にはブレーキング時のエネルギーを回収・蓄積し、再利用するKERSが導入され、2014年のレギュレーション改定に伴い、運動エネルギー回生に加えて排気ガスから熱エネルギーを回生することもできるERSに発展、前者はMGU-K（MGUはMotor Generator Unitの略、KはKinetic（運動）の略）、後者はMGU-H（HはHeat（熱＝排熱エネルギー）の略）と称される。これに加えてバッテリー (Energy Store, ES)、電子制御装置（Control Electronic, CE）、ターボ（Turbo Charger, TC）、排気量1.6 LのV6エンジン（Internal Combustion Engine, ICE）の各コンポーネントで構成された「パワーユニット」（Power Unit, PU）が供給されるようになった。これにより、1988年以来途絶えていたF1におけるターボエンジンが復活した。
エンジンの使用基数に関しては特に制限が設けられていなかったことから、トップチームの中には、予選だけにパフォーマンスや耐久性の的を絞った「予選用エンジン」を使用するチームもあった。しかし、2003年のエンジン交換の制限を皮切りにエンジンの使用についての制限が設けられるようになった。まず、2003年についてはフリー走行の制限はなかったが「予選と決勝を同一エンジンで走行すること」という規定が導入され、2004年にはフリー走行から決勝終了までの1レースを1エンジンのみでの運用、2005年から2008年の間は、2レースを1台のエンジンのみで運用する規定が導入された。2009年から2013年まで、テストを含めた1年間に使用できるエンジンの台数がテストを含めて1チーム20台に規制され、その内容はドライバー1人あたりレース用に8台、残り4台はテスト用として割り当てられた。ただし、レース用のエンジンは2008年までの使用義務が廃止されており、交換のタイミングはチーム側にゆだねられている。
しかし、2014年のPUの型式となってからは、使用制限はより厳しくなり、テストは例外となったが、シーズンに使えるPUに関しては、2014年は年間5基、それ以降は年間4基となった（ただし、2015年はその年復帰したホンダのみシーズン途中から特例で2015年に限り5基使用することが許可された。また、2016年は21戦に増えたため全車5基となっている)。2018年以降はさらにICE、TC、MGU-Hが年間3基、ES、CE、MGU-Kが年間2基まで削減される。また、1つのPUの最低限の使用義務はないものの、ペナルティの回避を目指す場合、事実上1つのエンジンで複数のレースを走ることが事実上義務化された。
当初は降格グリッド数に応じて決勝スタート順位が決まる仕組みとなっていたが、同一GPにてフリー走行と予選でそれぞれ交換した場合、降格グリッド数の合計値が100を超えるケースが発生したうえ、グリッド数が膨大な数字となるうえ、PUの交換を申請したタイミングで順位の変動もあり、決勝スタート時の順位に混乱が生じた。
それを受け、2018年以降は各コンポーネントが使用制限を超えた場合、1つ目のコンポーネントは予選順位から10グリッド降格、2つ目以降は5グリッドずつ降格だが、降格グリッド数が15を超えた場合は予選順位に関わらず最後尾からのスタートになるという規定に変更された。ところが、2018年に関してはこの規定の不備が発生することとなった。この年は2人以上のドライバーが最後尾スタートの条件に該当した場合、該当者がコースインした順番に応じて最後尾スタートが指示される仕組みであったため、先にコースインできれば最後尾を回避できる仕組みとなってしまったため、少しでも前のグリッドを手にするべく、フリー走行1回目開始の数十分前からピットレーン出口にマシンが並ぶという異様な光景が複数回発生した。そのため、2019年以降は最後尾スタートが指示されても予選の結果で決定されることになった。
当初、MGU-Hについては故障が最も多く発生し、多数のドライバーがグリッドペナルティを受ける大きな原因となっていた他、構造が複雑過ぎることで開発の困難さやコストが問題視されていたため、2017年ごろに2020年をもって廃止される計画が建てられたが、時のエンジンメーカーが反対したため、計画は撤廃され、2024年までは2014年のエンジン形式が存続される形となった。
| 年度              | 自然吸気(NA) | 過給器 | 備考                                                             |
| ----------------- | ------------ | ------ | ---------------------------------------------------------------- |
| 1950-1951         | 4.5 L        | 1.5 L  |                                                                  |
| 1952-1953         | 2.0 L        | 0.5 L  | F2規定により争われた                                             |
| 1954-1960         | 2.5 L        | 0.75 L |                                                                  |
| 1961-1965         | 1.5 L        | -      |                                                                  |
| 1966-1985         | 3.0 L        | 1.5 L  | 1972年から最大気筒数が12となる 1981年から4ストロークエンジンのみ |
| 1986              | -            | 1.5 L  |                                                                  |
| 1987-1988         | 3.5 L        | 1.5 L  | 過給圧が87年4bar、88年2.5barに規制                               |
| 1989-1994         | 3.5 L        | -      |                                                                  |
| 1995-2005         | 3.0 L        | -      | 2000年からV10に統一                                              |
| 2006-2013         | 2.4 L        | -      | V8のみ                                                           |
| 2014-2024（予定） | -            | 1.6 L  | 直噴、V6シングルターボのみ                                       |

### 燃料
燃料はガソリンが主流であるが、1950年代には過給時のノックを防ぐためメタノールを使用するチームがあった。しかし、メタノールは発熱量が小さく、燃費が（1 km/L程度にまで）悪化する欠点を持っていた。その後、1980年代後半には耐ノック性が良く比重の大きいトルエンに、ノルマルヘプタンを混合したものが使用された例もある。
出力の向上を目的に、かつてF1マシン専用に各チームごとに調合された燃料が使用された。しかし、この燃料は悪臭などを撒き散らし、ピットレーンは異様な臭いや刺激にさらされていたが、環境問題の高まりを受けて、1992年途中から「特殊燃料」の使用が禁じられた。
2007年からはバイオエタノールが5 %混合されるようになり、2022年からは混合率が10%にupされた（いわゆる「E10燃料」）。2026年からはいわゆる「100%カーボンニュートラル燃料」の使用が義務付けられる（なおバイオ燃料か合成燃料かは問わない）。

### 燃料タンク
慣性モーメントの減少や燃料の増減による挙動変化の減少を狙い、コクピットとエンジンの間に設置される。最小容量は特に定められていないが、2010年からレース中での燃料補給は禁止され、さらに2014年から1時間当たりの燃料流量が100 kgに規制されていることから、容量は100〜150 Lと推測される。
かつては、金属製タンクに燃料を入れていたが、クラッシュなどの衝撃で破損し火災につながりやすかった。それを防止するため、1970年からは簡単には破れない積層ゴムの使用が義務付けられ、現在ではその周りを防弾チョッキ素材であるケブラーで包み鋭い破片から保護している。さらに導入時期は不明であるが、タンク1個当たりの容量上限を定め、タンクが破損した際の燃料漏れを抑えることとした。しかし、1978年からは燃料タンクを一つにまとめること（シングルセル化）が規定されるようになった。2020年現在はケブラー繊維とゴムを編み込んだ「818-D」と呼ばれる構造体の使用が義務付けられており、一説には「鋼鉄の5倍の強度を持つ」という。
1983年から1993年、および2010年以降はレース中の給油が禁止されているが、それ以外の年において、レース中にピットインし、再給油作業を行うことが認められていた。特に1994年以降、レースの戦略を立てる上で燃料補給のタイミングや補給量が重要なものとなった。ピットで給油ホースと燃料タンクを接続すると、毎秒12 Lの割合で補給できた。ホースは二重構造になっており、外側のチューブから燃料が供給され、内側のチューブからタンク内の空気を排出していた。
元F1チャンピオンのデイモン・ヒルは「現在では燃費の向上と燃料タンク容量制限により、以前よりは再給油の重要性は薄れている」とコメントしている。
なお燃料供給系についても使用パーツのワンメイク化が進められており、2022年シーズンより燃料プライマーポンプはマニエッティ・マレリ、高圧燃料ポンプと配管はボッシュ製に統一される。

## トランスミッション

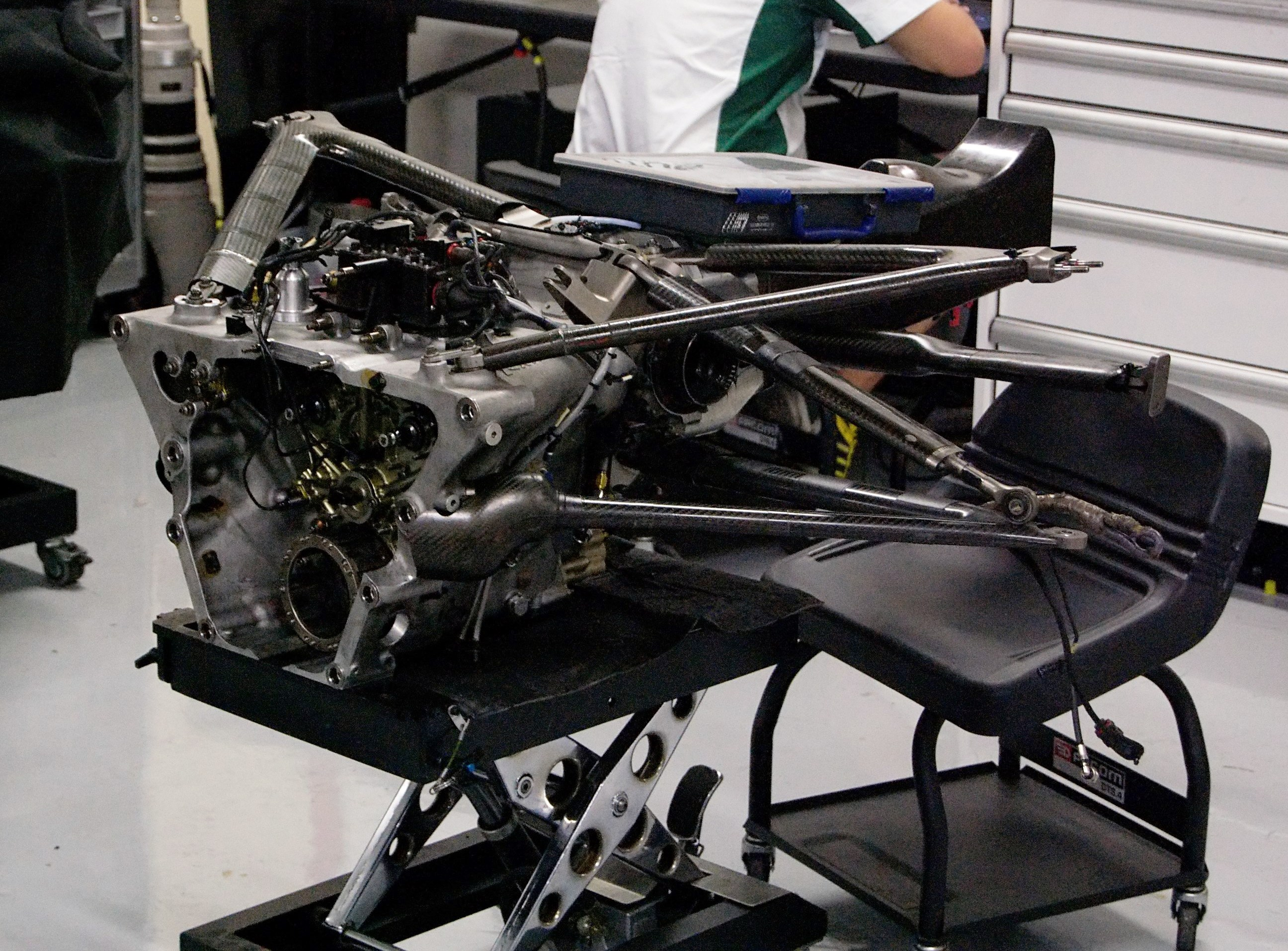
ロータス・T127のギアボックス

（フルオートの）オートマチックトランスミッションや無段変速機（CVT）は禁止されている。CVTは1993年にウイリアムズがFW15Cにてテストを行ったことがあるが実戦投入には至らず、後にレギュレーションで明示的に禁止となった。
ギアボックス・ギヤボックスの呼び名が一般的で、基本的にトランスミッションとは呼ばない。
現代では完全マニュアルトランスミッションというわけでもなく、パドルシフト操作でクラッチ操作の不要なセミオートマチックトランスミッションを全チームが採用し、変速時の駆動力の抜けが極限まで短くなる方向で開発が進んでいる。また、レギュレーションで、前進8速と後進1速となっている。
パドルシフト導入以前は、3ペダル、Hパターンのオーソドックスなマニュアルトランスミッション車で、前進5速か6速であった。パドルシフトは、1989年にフェラーリがF1初のパドルシフト車640を導入後一気に広まった。
1970年代まで、ギアボックスメーカーとして有名なヒューランドからギアボックスを購入し、そのままマシンに搭載しているチームが多数を占めていた。1970年代後半のグラウンドエフェクトの開発により、マシン後端に位置するギヤボックスがディフューザーの設計を妨げてしまうことが判明した。そのため、ギアボックスの外装（ケーシング）をチーム独自で開発し、ギアなどの内部部品を購入するパターンが増加した。
ケーシングの材質は、アルミニウムやマグネシウムが主流であったが、軽量化の観点から、カーボンファイバーやチタンを採用するチームもある。
配置に関して、横置きと縦置きがあるが、1998年に車体幅の縮小がレギュレーションで実施されて以来、もっぱらどの車も幅の狭さ的に有利な縦置き配置を採用している。
2003年途中から、ホンダがクラッチを介さずシフトチェンジをするシームレスシフト機構を導入した。
2014年からのパワーユニット規定下では8速シームレスシフト・基本的に各PUとセットで使用する複雑な構造なので、以前は自チームで開発していたザウバーなどはPU供給側などのギアボックス購入に頼らざるを得ない状態となっている。

## コックピット
ドライバーの安全確保や、強度的・空力的な観点からコックピット開口部が過度に小さくなることを防ぐために、1972年から開口部の最低寸法が定められている。ドライバーがレース用の装備で外部から助けを得ずに5秒以内にコックピットから脱出できるように規定されている。
衝突時に頭が振られてコックピットの縁に強打することを防ぐため、1995年から後方部分に、1996年からは側面部分にエネルギー吸収パッドが装着されている。1994年モナコグランプリにおいて、ザウバーのカール・ヴェンドリンガーがクラッシュで頭部を強打し、一時意識不明に陥ったことが設置のきっかけである。2018年現在は特殊保護材がコクピット開口部及び両足部分に装着されるが、気温によって性能が変化するため、気温30℃以上用（Confor CF45、青色）とそれ以下用（Confor CF42、桃色）の2種類の保護材が使い分けられている。
また部品等が側面を貫通してドライバーを傷つけることを防止する目的で、2007年からは側面にザイロンとカーボンの積層構造によるパネルを設けることが義務付けられている。さらに2018年からはコックピット保護システムとして「Halo」の搭載が義務付けられる。

### シート
加速・旋回・減速時に4 G（重力の4倍もの力）程度の力を受け止める必要があるため、シートは各ドライバーに合わせて作られる。ドライバーが運転姿勢の状態でウレタンフォームによって型取りをする。そして、それを基にカーボンファイバーなどで製作される。軽量化のためシートは極端に薄くできているので、気温が高い場合にシート裏に耐熱性のシートを貼り付ける場合もある。
また、運転中にドライバーの姿勢が変わらないように、6点式シートベルトで固定される。シートベルト装着にはメカニックの手助けが必要になるが、脱出時には容易に取り外せるようになっている。シートベルトはHANSの固定にも利用される。
モノコックには2本のボルトで固定される。さらに、ドライバーをシートに固定したままマシンから引き出せるように、シート側部にはストラップが取り付けられている。

### ステアリングホイール
| ロータス・E20のステアリングホイール（2012年）様々なボタンやダイヤルがあることが見て取れる。これらは全体を制御するコンピュータに繋がっている。またピットからの無線による指示に対して声で応答する余裕がない場合に信号で応えるためのもの。  |  | ティレル・P34のステアリングホイール（1976 - 1977年） |
| ロータス・E20のステアリングホイール（2012年） 様々なボタンやダイヤルがあることが見て取れる。これらは全体を制御するコンピュータに繋がっている。またピットからの無線による指示に対して声で応答する余裕がない場合に信号で応えるためのもの。 |  | ティレル・P34のステアリングホイール（1976 - 1977年） |

1980年代後半までは、ステアリングは非常にシンプルなものであり、ボタンが数個あるだけだった。1990年代以降、多くのチームにおいて、コクピットにつけられていた計器やボタンなどがステアリング上に移された。これは、ドライバーが操作する際にステアリングから手を離さなくて済むためや、視認性を向上させるためであると言われている。2014年以降はマクラーレン・アプライド・テクノロジーズがステアリングホイール搭載用の液晶ディスプレイを開発し、各チームに供給している。これによりドライバーは、ドライブ中でもボタン操作によりマシンの様々なデータを参照できるようになった。
ステアリングに機能が集中していることから、非常に高価なものになっているが、機能が集中しているためにトラブルの際にはステアリング自体を交換して解決する場合もある。
舵角をそれほど大きくとる必要がないので握りは環状ではなく、大半のチームでは円形板（中央に液晶ディスプレイがある）に指穴が開けられ、握りが付けられたような形になっている。2023年までは、ウィリアムズのみ液晶ディスプレイをステアリング上ではなくコクピット側に取り付けており、ディスプレイ視認のためステアリングはバタフライ型になっていたが、2024年よりウィリアムズもディスプレイをステアリング上に移した。
コックピット開口部が狭いため、ステアリングは着脱が容易となっており、乗降時には取り外される。

## ブレーキ
通常の車で1つのマスターシリンダーにある２系統のブレーキで4輪を制動しているのと同様にF1でも2系統のブレーキが搭載することが義務づけられている。これを利用して、前後の制動力配分の調節を行っている。

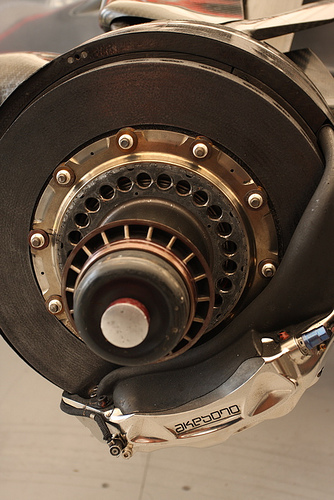
rightマクラーレン・MP4-22のブレーキ部分

最初期はドラムブレーキが主流であったが、ドラムブレーキの構造上、熱がこもりやすいなどの問題があり、その後鋳鉄製のディスクブレーキに取って代わられ、1980年代まで主流であった。
現在はカーボンファイバーと炭素の複合材料であるC/Cコンポジット（炭素繊維強化炭素複合材料）という材質が使われている。その製法が複雑なこともあり、高価である。これは摩擦係数が大きく（0.5程度。鋳鉄製のブレーキの場合、0.2 - 0.3程度）制動距離を短縮することができ、また鋳鉄ブレーキよりも軽量なので、ばね下重量を軽減できるという利点がある。900度程度まで耐えることができる耐熱性も有している。
欠点としては、高価で温度管理が難しく寿命が短い点である。カーボンファイバー製のディスクブレーキの寿命は約400 kmとなっており、1レースごとに交換する必要がある。また、1セット（1台分）で60万円と高価である。温度管理に関しては、作動領域まで温度を上げないと本来の性能を発揮できず、温度が上がりすぎると急激に磨耗し、性能が低下してしまうため、ブレーキダクトの設置などといったセッティングはシビアである。
磨耗が鋳鉄製ブレーキよりも早いことから、1980年代後半までコースによっては鋳鉄製ブレーキと使い分ける場合もあった。しかし、1990年代以降では一時期の例外を除いて現在はカーボンブレーキのみが使用されている。
ブレーキキャリパーは、軽量化のためにアルミニウムで製作され、制動時のキャリパーのゆがみをなくすために左右一体成型され高い剛性を確保している。

### アウトボードとインボード

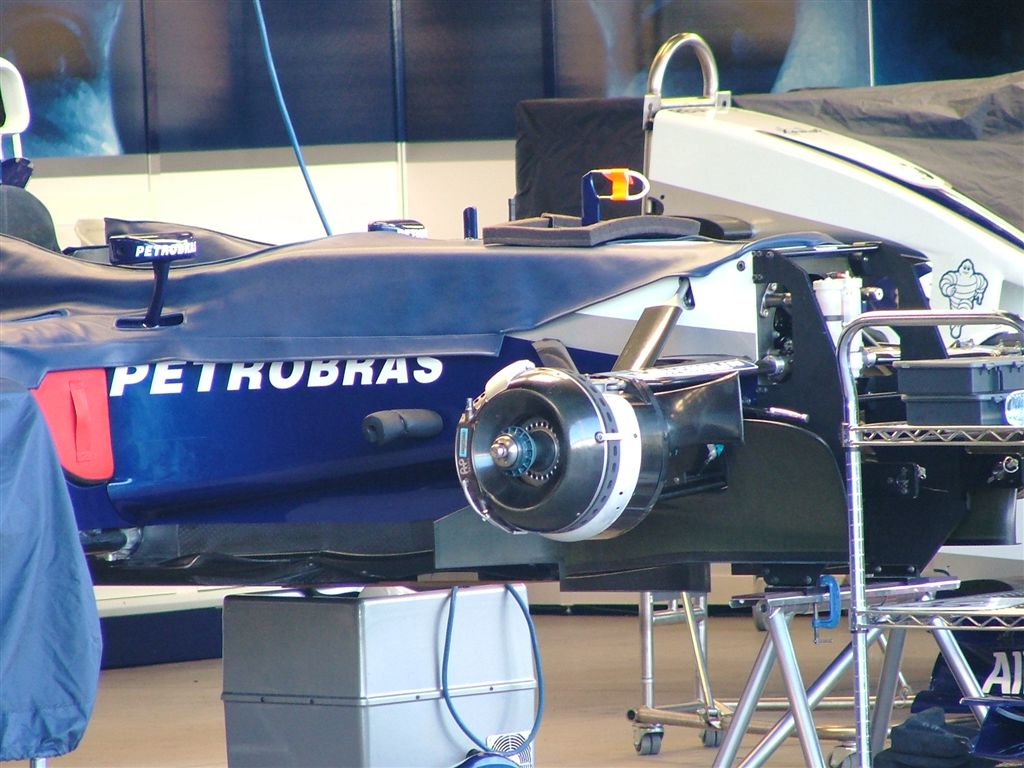
ウィリアムズ・FW27のブレーキ部分

ブレーキの配置は大きく分けてインボード（シャーシ側にブレーキを設置し、車軸のない前輪はトルクロッドと呼ばれる部品によって車輪と結合させる）とアウトボードの2種類に分けることができる。
当初はアウトボードタイプが主流であったものの、一時はばね下重量軽減のためにインボード化が進んだ。しかし、インボードタイプはブレーキと車輪の間に存在するドライブシャフトに負荷がかかりやすく、F1マシンでは、極限まで軽量化されていたために破断した例がある。1970年イタリアグランプリで発生したヨッヘン・リント死亡事故は、このロッドの破損が原因であるといわれている。また、1970年代後半からグラウンドエフェクトという考えが広まり、インボードのディスクが車体下部に設けられたディフューザーと干渉して空力的に障害となることから、再びアウトボード化された。
ディスクブレーキの径が大きいほど放熱性に優れ、厚みが大きいほど耐熱性に優れる。現在は、厚み：28 mm以下、直径：278 mm以下に制限されている。

## サスペンション
前後ともダブルウィッシュボーン式サスペンションを全車が採用している。

クラッシュ時のサスペンション部品などの飛散を防ぐため、1999年からはモノコックとサスペンションやアップライトはテザーと呼ばれるひも状のもので結ばれている。以下のようにレギュレーションでも装着が定められている。
2011年からは、2009年のFIA F2選手権におけるヘンリー・サーティースの死亡事故や2010年のF1世界選手権におけるクラッシュ時のタイヤ飛散による危険性に対する懸念から、テザーの本数が増やされる。
1990年代に入って、空力の観点からフロントノーズを持ち上げたほうがより良いということがわかり、各チームに広まっていった。しかし、モノコックの下部に接続されていたサスペンションのロアアームの行き場がなくなってしまった。そのため、モノコック下端から板状の部品（キール）を伸ばしてそこにロアアームを接続する方法をとった。
フロントサスペンションアームの配置から、「ゼロキール（キールレス）」、「シングルキール」、「Vキール」、「ツインキール」などが存在する。
現在はゼロキールと呼ばれる、モノコック側面に（キールなどを介さず）直接サスペンションアームを取り付ける方法が主流である。
また、サスペンションアームは、扁平な形状となっている。アームが気流中に露出するので、できるだけ周りの空気の流れを乱さないように細長いカバーが装着されている。さらに、ステアリングタイロッドをサスペンションアームのカバー内におさめるマシンもある。

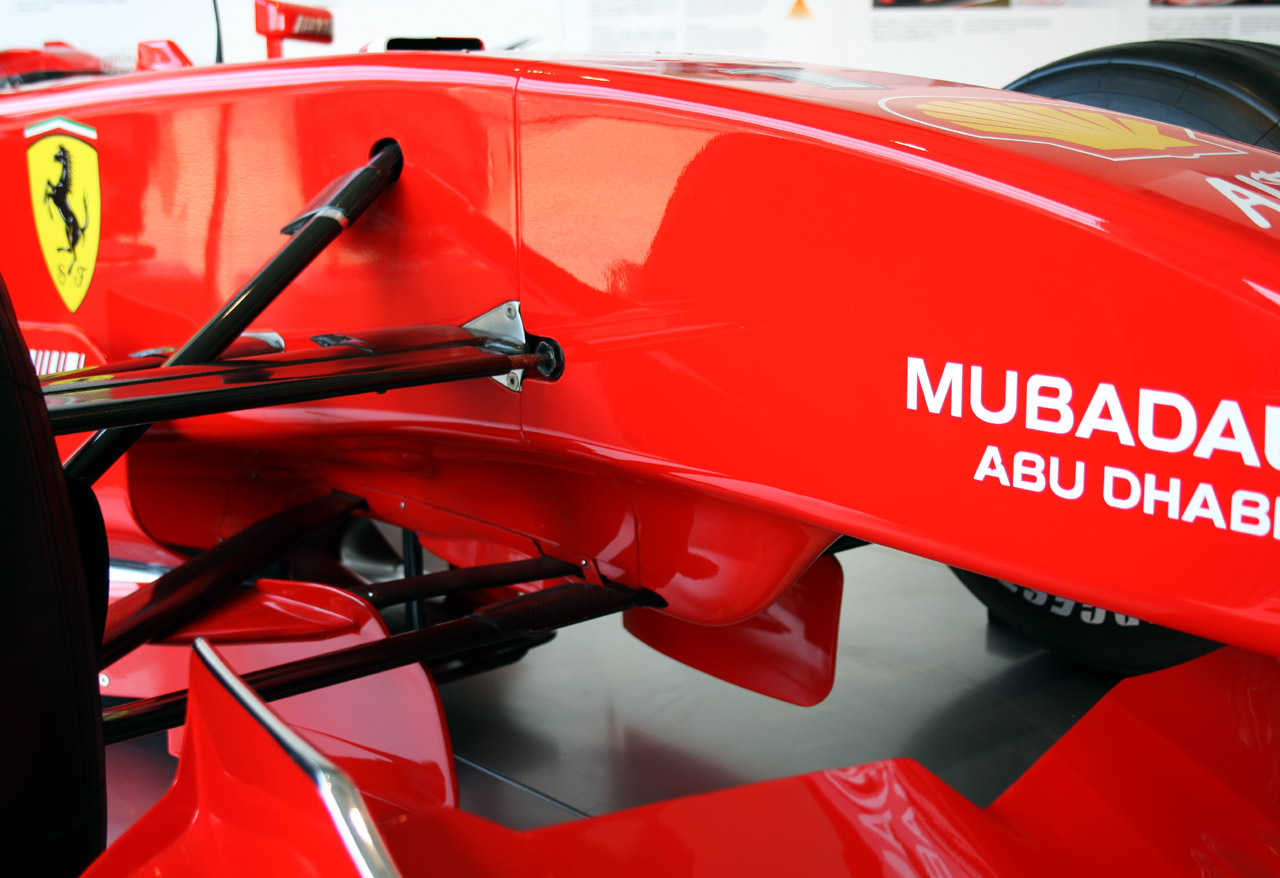
フェラーリ・F2005のシングルキール（2005年）
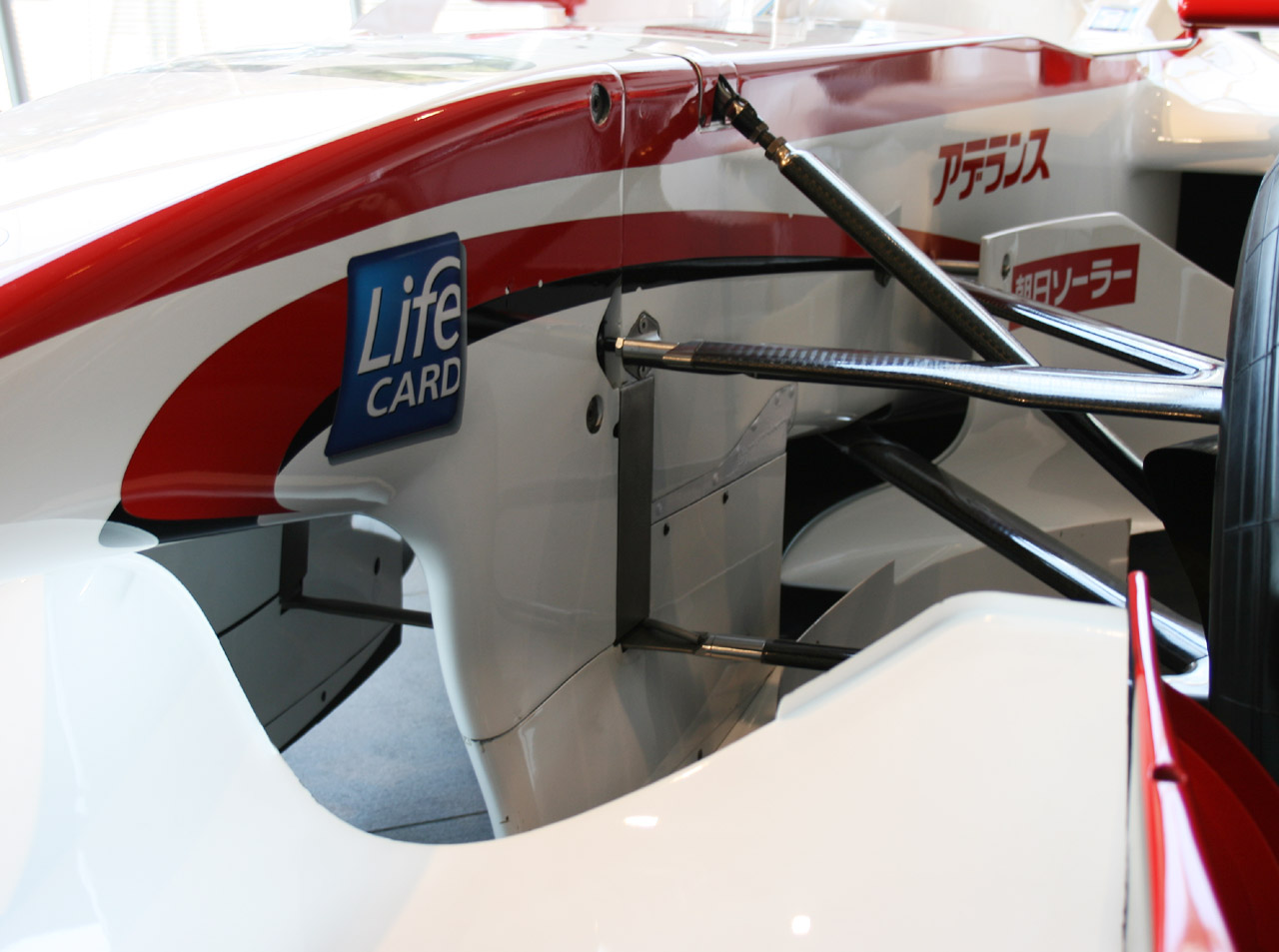
スーパーアグリ・SA05のツインキール（2006年）
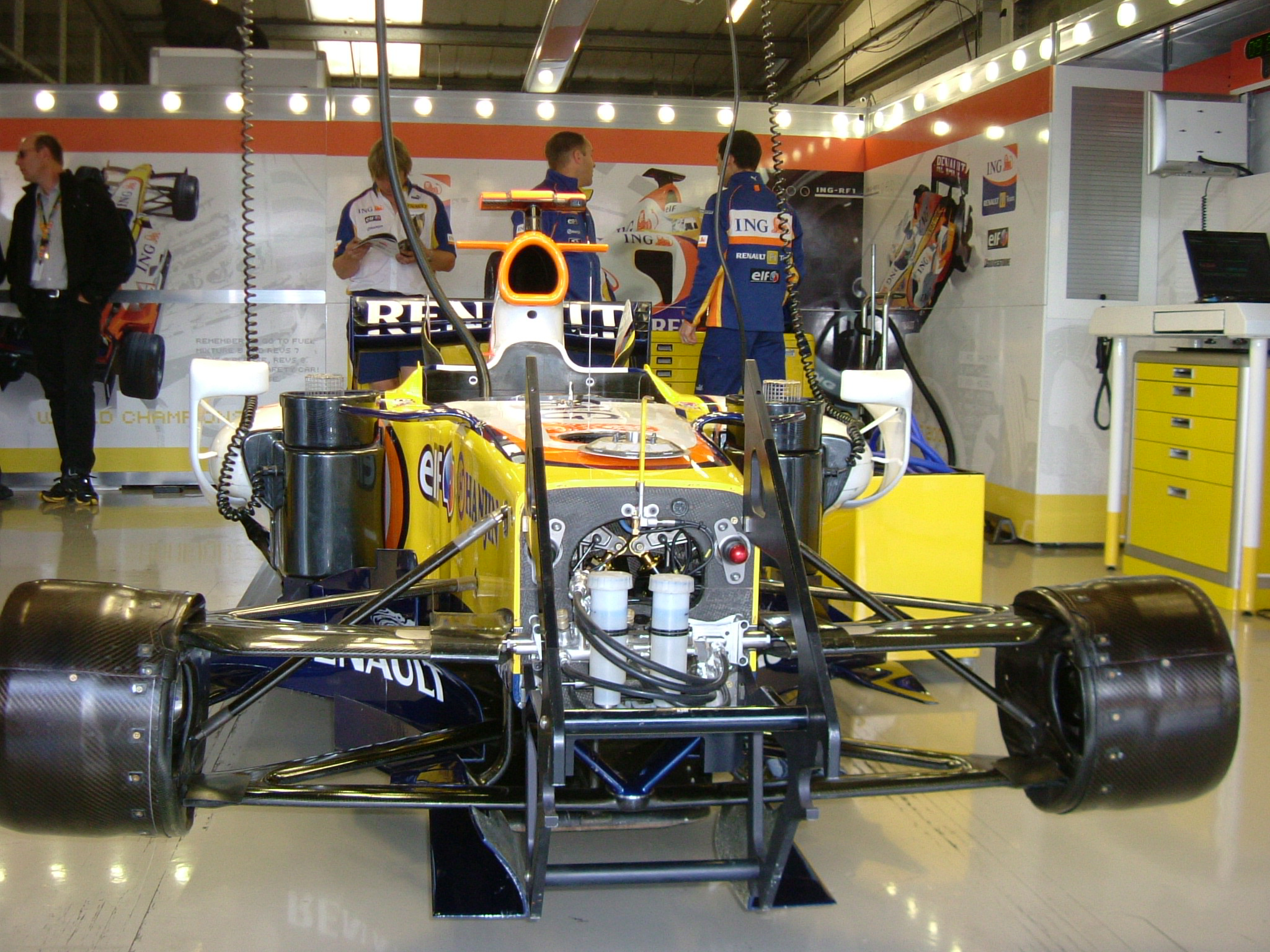
ルノー・R27のVキール（2007年）

### 形式の変遷

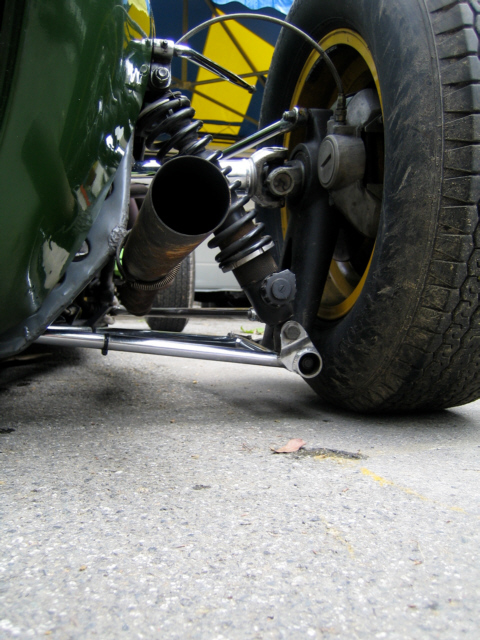
ロータス・18のアウトボードタイプリヤサスペンション

以前はダンパーを車体の外に露出して配置するアウトボードタイプだったが、空気流を乱し抗力を増やすなど欠点が多いとしてインボード化され、その後にスプリングもコイルスプリングからトーションスプリングに変わった。インボードタイプにも、ダンパーを作動させるロッドの配置から、ロッキングアーム形式、プッシュロッド形式、プルロッド形式に大別される。
ロッキングアーム形式は1961年のロータス・21で初めて採用された。アッパーアームとダンパーを作動させるアームを共用した形式である。これが1970年代まで主流であった。
しかし、グラウンドエフェクトが開発された1970年代後半から、ダウンフォースの発生量が急激に増加する。そして、ロッキングアームの欠点である、アッパーアームの歪みによるサスペンションの働きの低下が顕著になってきた。

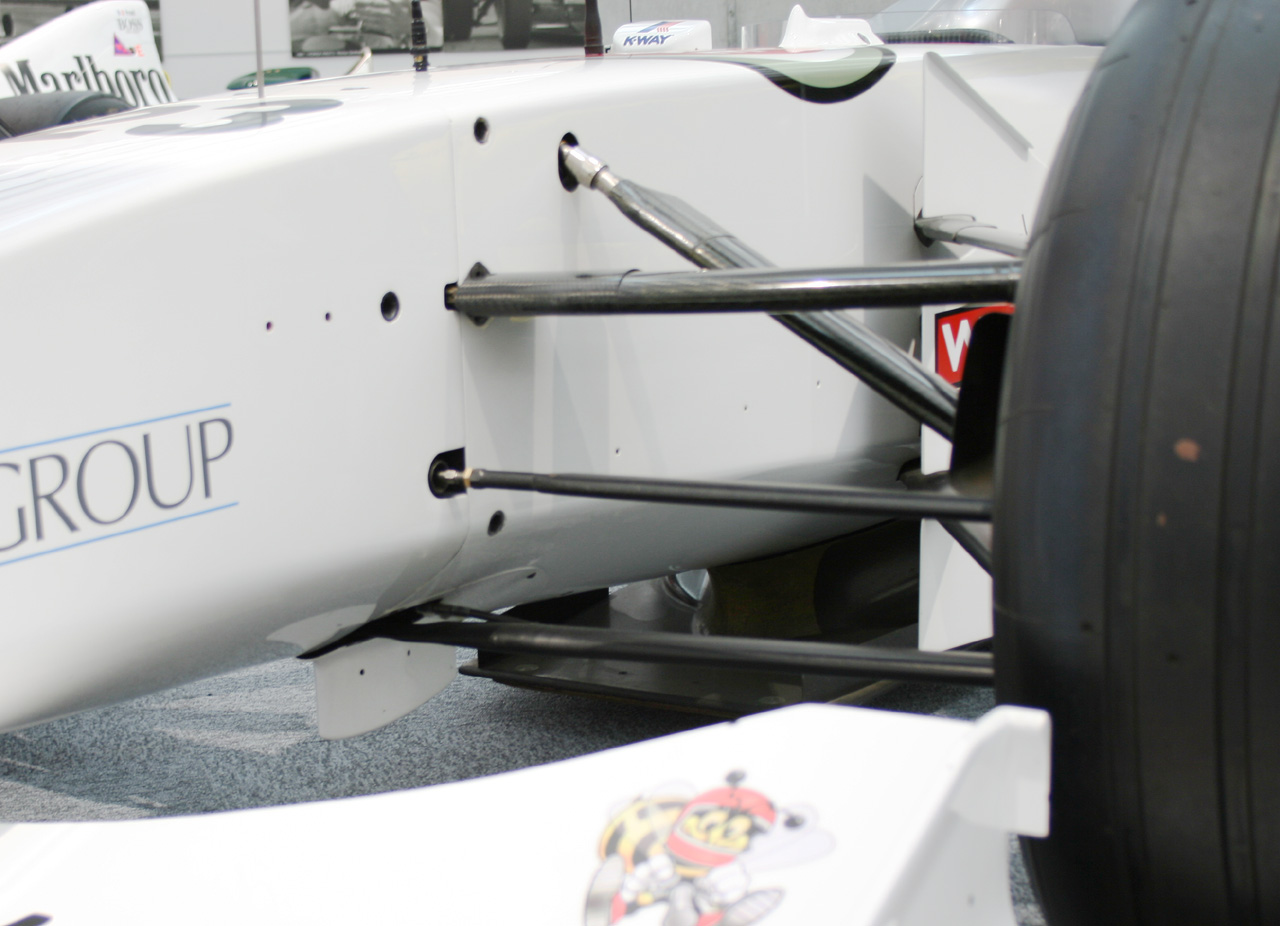
プッシュロッド形式のフロントサスペンション。斜めのロッドがモノコック内のダンパーを作動させる（B・A・R 002）

ロッキングアーム形式に変わって、サスペンションの作動に専用のロッドを使用するプッシュロッド形式とプルロッド形式が新たに採用された。ダンパーの連結されているロッドの配置方法から、分けられている。現代のF1マシンでは、床下の空力を重視するためにシャーシ側のロッドの位置が高くなるプッシュロッド形式を採用しているマシンがほとんどである。しかし1990年以降においても、低重心化や空力デザインの優先のためにプルロッドを採用するチームも少数派ながら存在する。2010年代前半には「フロントはプッシュロッド、リアはプルロッド」という構成を取るマシンも一部に見られるようになり、2017年現在ほとんどのチームに採用されている。
1990年代には、左右の車輪から延びるロッド2本で1本のダンパーを共有するモノショックと呼ばれる形式が採用されたこともあった。これは、コーナリング中の車体のロールをなくすことによって安定したダウンフォースを発生させる意図をもって採用されたものである。しかし、採用するチームは少なく、普及することはなかった。

### スプリング
1990年代までコイルばねが主流であったが、モノコックのスリム化や内部スペースの拡大に伴い、より小型なトーションバースプリングが現在の主流である。
後述するグラウンドエフェクトの導入によって、マシンの姿勢変化によるダウンフォース発生量の変化が嫌われるようになったため、徐々にスプリングは硬くなり、ストローク量もきわめて小さくなっている。

### ダンパー
部品の抵抗を利用したフリクションダンパーもごく初期に使用されていたが、オイルの粘性を利用したオイルダンパーが主流である。ダンパーのストロークが小さいため、少しの動きで減衰力が発生するような工夫がなされている。

#### イナーター
Jダンパー、イナーシャルダンパーとも俗称され、ケンブリッジ大学のマルコム・スミス教授が1997年に発明した。ちなみに、JダンパーのJは特に意味を持っているわけではない。
ダンパーという名称を持つが、見かけ上のばね上質量＝イナーシャを増加させて、路面のバンプによるばね上の姿勢変化を抑制する装置である。ダンパーに外力が加わってある方向にシャフトが移動すると、そのシャフトに刻まれた溝に沿って内部のフライホイールが回転する。次に、逆方向にシャフトが動こうとすると、その回転している錘がシャフトの動きを妨げる。通常のダンパーでは、速度に比例して力が発生するが、イナーシャルダンパーでは加速度に比例して力が発生する点が大きな違いである。
2005年サンマリノグランプリでマクラーレンがマクラーレン・MP4-20に搭載してデビューさせた。

### アクティブサスペンション
1980年代に各チームで開発がなされていたが、1994年に使用が禁止された。

## ホイール

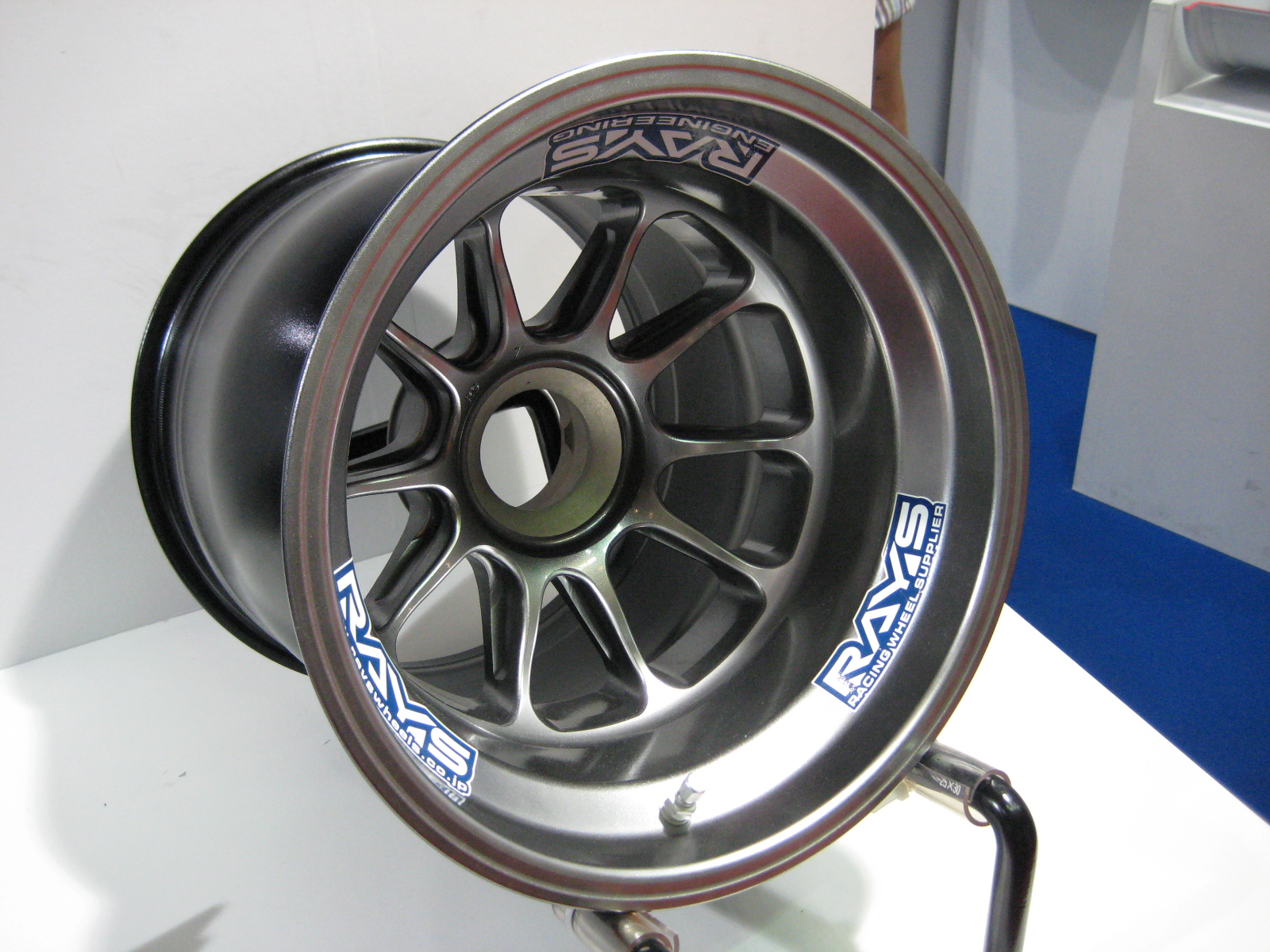
レイズ製マグネシウムホイール

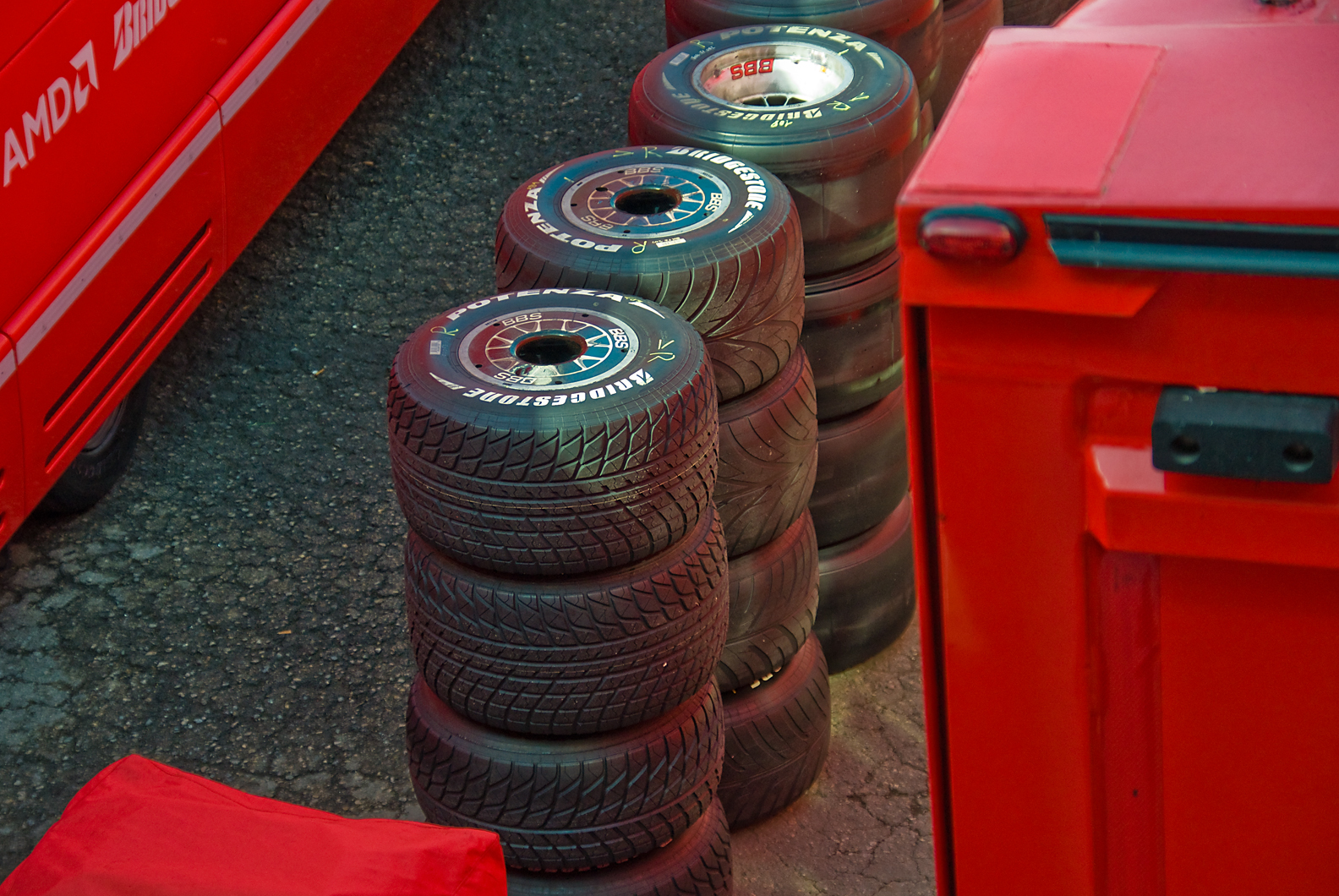
ホイールカバーが装着された状態（手前2列）

1950年代は、ワイヤースポークタイプのホイールが使用されていた。しかし、ホイールの軽量化はばね下重量の軽減、そして運動性能の向上につながる。そのため、1960年代以来マグネシウム合金（比重がアルミニウムの約3分の2と軽量）がホイールの材料として使用される。ただし、マグネシウム合金は耐蝕性や反応性に難があるため、マンガンなどを混ぜて耐熱・耐食性を向上させたり、表面に耐熱性のある塗料を塗るなどの方法がとられている。取り付けはセンターロック式。
1990年代までは鋳造のマグネシウムホイールがほとんどであったが、BBSホイール（ワシマイヤー社が製造）は、鋳造に比べて20 %も軽量である鍛造のマグネシウムホイールを持ち込んだ。現在は鍛造品が主流となっている。
一時期、カーボンファイバーホイールが開発されていたが、現在はコスト削減などの点でレギュレーションではホイールは均等な金属材質で作られなければならないと定められているため、使用することができなくなっている。
2006年にフェラーリが248F1で採用したホイールの外側に装着するホイールカバーは、車輪が回転してもカバーは回転せず乱流を減らす効果があったいう。そのため、各チームに徐々に普及していった。ホイールのスポーク部分を覆う単純な円形ではなく、タイヤの部分まで拡大されたホイールカバーもあるが、空力やタイヤ交換作業の簡略化などの関係で2010年以降レギュレーションで使用が禁止された。2010年シーズンにおいて、少しでもホイールカバーに近い効果を出すため、スポーク部分にリング状のパーツを取り付けたり、リム部分を太くするなどの工夫がみられる。
2022年シーズンからは、タイヤの18インチ化に伴う形で、全車がBBS製の鍛造ホイールを使用（ワンメイク化）する。

## タイヤ

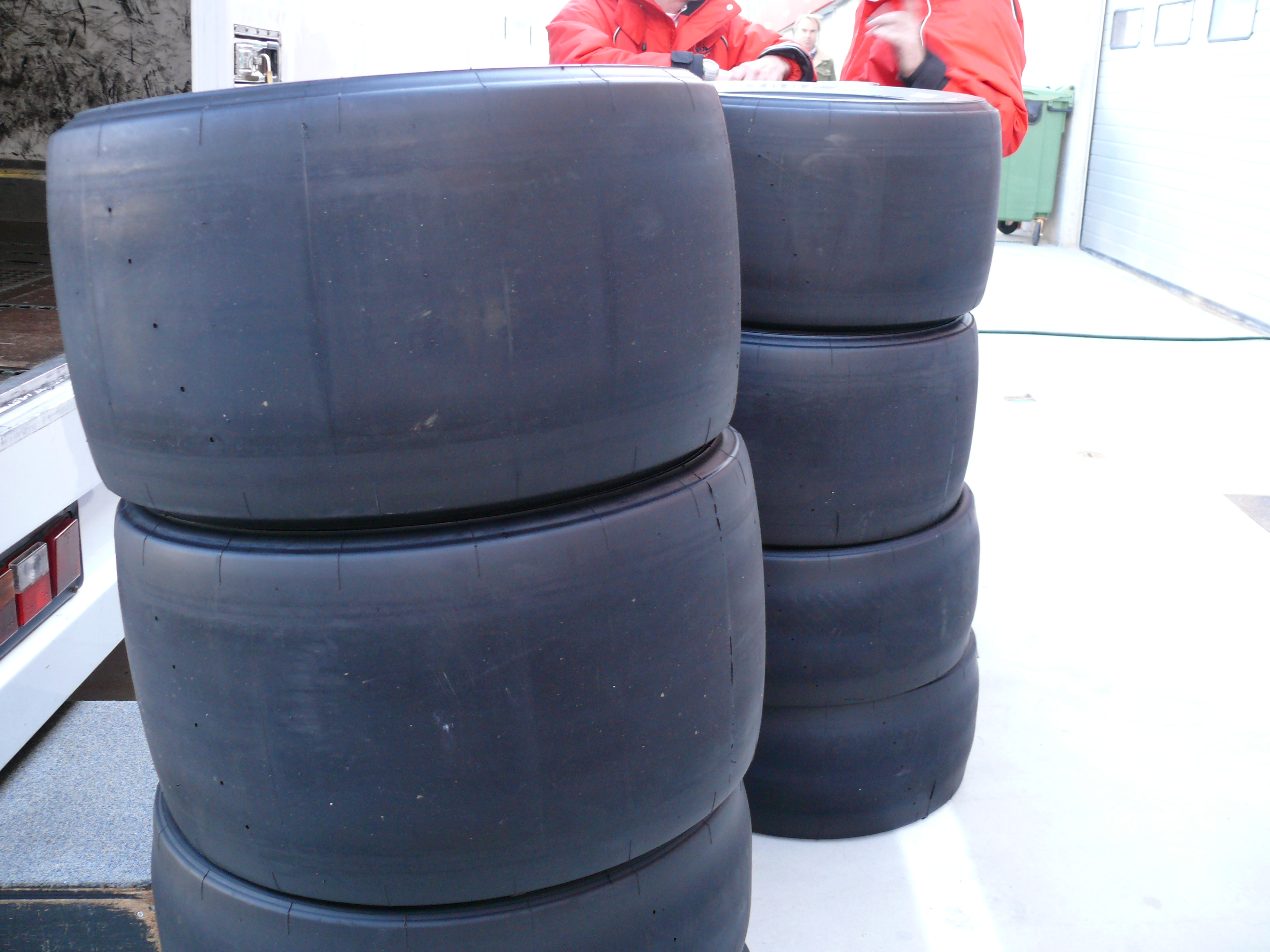
2009年から復活したスリックタイヤ（ブリヂストン製）

F1カーのタイヤの特徴は、スリックタイヤを含めた何タイプかの異なるタイヤセットをピットに用意しておき、レース中であっても天候変化や磨耗度合いに応じてタイヤを交換することである。雨天と好天では溝の有無で違いが顕著であり、雨量に応じて異なるパターンのタイヤを用意しており、また、路面の温度などによっても最適なタイヤは異なる。各タイヤは基本的に一度切りのレース走行を前提に設計・製造されていることから耐久性はあまりなく、トレッド面は磨耗と粘着によって急速に失われてゆくため、ほとんどの場合レース途中でのタイヤ交換が前提とされている。走行中のタイヤの発熱により内圧が変化することを防ぐため、内部には通常の空気ではなく、水分を含まない窒素を充填することが多い。
レースに使用されるタイヤはタイヤメーカーがそれぞれのチームへ独占的に供給しており、これらのメーカーによってチームが使用するホイールに装着され、ホイールバランサーによってバランスを整えた後に戻される。F1カーは4輪すべてのホイールの脱着が同時に迅速に行えるように設計されており、レーシングチームはその作業手順に習熟するよう訓練が重ねられる。タイヤは使用後にチームから回収され、たとえ未使用であってもホイールに一度装着されたタイヤは廃棄される。
1960年代までは、トレッドパターンが刻まれたタイヤが使用されていたが、1971年以降、スリックタイヤが主流となった。その後、1998 - 2008年の間のみであるが、速度低減を目的としてタイヤに4本（1998年の前輪のみ3本）の溝が掘られたグルーブドタイヤの使用が義務付けられた。
通史的な全体的な傾向としては、1960年代以前は時代が古くなるほど断面が円に近く、一般車両のタイヤに近いものとなる。これはタイヤ（ホイール）を厳しく垂直に立てなくても良いことを意味し、たとえばサスペンションの設計に自由度を与えていた。1970年代以降は前述のスリックタイヤ化とともに、ロープロファイル化・ワイド化が進行し、現代に至ってはかなりの低偏平率タイヤである。サスペンションには常にホイールを垂直に保つことが求められるようになり、他の要素ともあいまってサスペンションは極端に堅くなっている。
タイヤの軽量化は車速の向上に直結するため、タイヤメーカーではタイヤ各層の薄型化や軽量素材の開発・利用を追求している。一般車用タイヤでは縁石にぶつけたり乗り上げたりした時にもすぐにはパンクしないようにサイドウォールを強靭に作っているが、F1においては、サーキットで縁石に当てる恐れが少ないために極限まで薄く作られている。また、一般タイヤではスチールベルトを用いるところをカーボンファイバーやグラスファイバーが採用されることがある。
通常のタイヤは路面と乾いた状態で接して単純な摩擦によってグリップ力を発生させるが、F1タイヤはそれに加えてタイヤのトレッド面（路面と接する部分）のゴム素材に特殊な高分子素材などを混ぜて高温で容易に半流動化するようにしておき、この粘弾性によるグリップ力の向上を利用している。

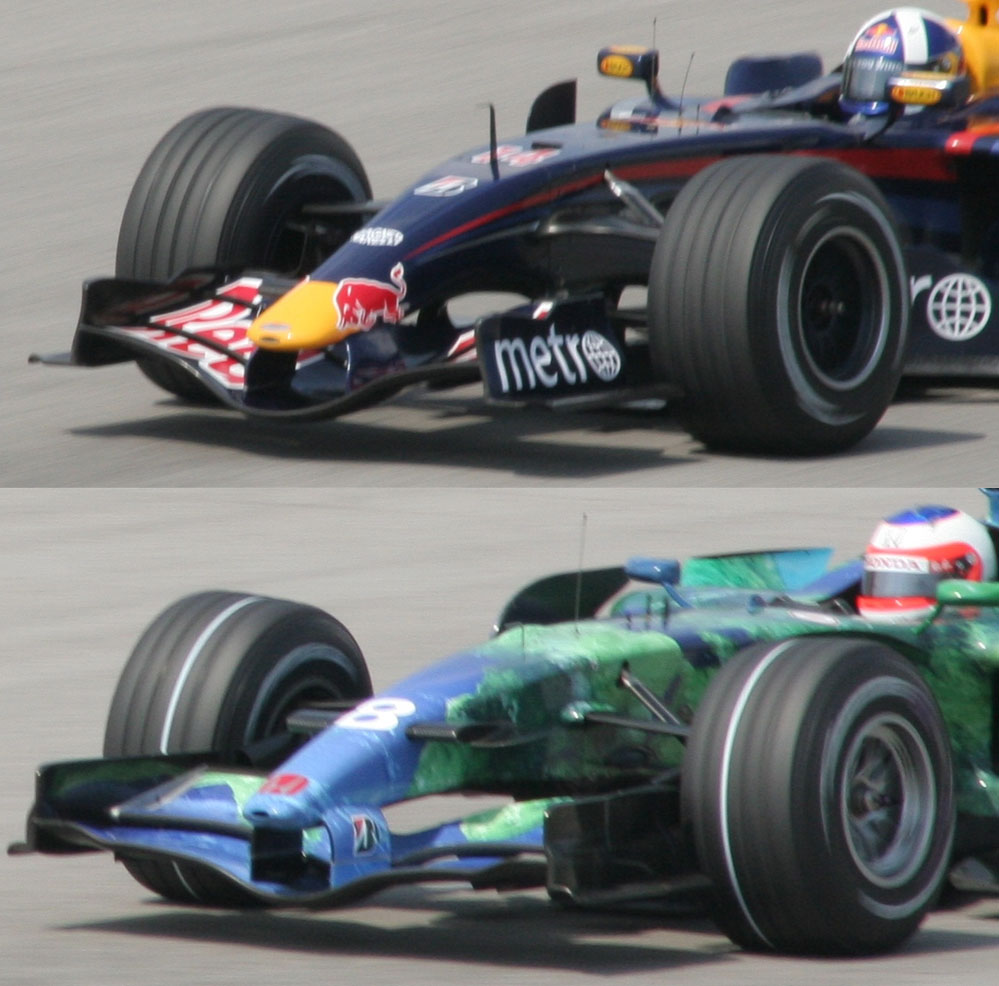
ハード側のタイヤを装着したマシン（上）とソフト側のタイヤを装着したマシン（下）2007年シーズン

2008年シーズンからは、タイヤコンパウンドの違いがはっきりとわかるように色で区別がなされている。2008年から2010年シーズンまでは、レースに持ち込んだ2種類のタイヤの内、柔らかいほうに白色のマーキングがなされていた。2011年シーズンからピレリが供給するタイヤは、サイドウォールのロゴの色によって区別できるようになっている。。
| コンパウンド         | 色 | 色 | トレッド | コンディション | グリップ | 寿命 |
| -------------------- | -- | -- | -------- | -------------- | -------- | ---- |
|                      |    |    | スリック | ドライ         |          |      |
|                      |    |    | スリック | ドライ         |          |      |
| ソフト               |    | 赤 | スリック | ドライ         | 5        | 3    |
| ミディアム           |    | 黄 | スリック | ドライ         | 4        | 4    |
| ハード               |    | 白 | スリック | ドライ         | 3        | 5    |
|                      |    |    | スリック | ドライ         |          |      |
|                      |    |    | スリック | ドライ         |          |      |
| インターミディエイト |    | 緑 | 溝付き   | 小雨           | N/A      | N/A  |
| ウエット             |    | 青 | 溝付き   | 多雨           | N/A      | N/A  |
| ソース:              |    |    |          |                |          |      |

### バイアスとラジアル
バイアスタイヤとラジアルタイヤの違いは、カーカス（タイヤ表面〈コンパウンド〉の下側にある、タイヤの骨格となる部分）の繊維方向が斜め（バイアス）か直角（ラジアル）かによって分けられる。
かつてはバイアスタイヤが主流であった。1977年からF1に参戦したミシュランはラジアルタイヤをF1に初めて持ち込んだ。ラジアルタイヤは、その構造からタイヤ構造の強度が高かった。そのため唐突にグリップを失ったりコントロールしにくいなどといわれたが、ターボエンジンによる大出力化や、グラウンドエフェクトによる車高の変化を嫌う考え、変形の小ささによる発熱の少なさによって、よりやわらかいコンパウンドを採用できるなどのメリットから次第に浸透していき、1984年からグッドイヤーもラジアルタイヤに切り替えた。

### 記録
2017年までのデータを下記に記す。太字は2018年に使用されるタイヤ会社。
| 順位 | 会社           | 参戦期間                                   | 参戦数 | 勝利数 | 初勝利                 | 最終勝利             | 備考                                                                                           |
| ---- | -------------- | ------------------------------------------ | ------ | ------ | ---------------------- | -------------------- | ---------------------------------------------------------------------------------------------- |
| 1    | グッドイヤー   | 1964 - 1998                                | 495    | 368    | 1965年メキシコGP       | 1998年イタリアGP     | 1987-1988年、1992-1996年はワンメイク                                                           |
| 2    | ピレリ         | 1950 - 1958 1981 - 1986 1989 - 1991 2011 - | 336    | 181    | 1950年イギリスGP       | 2017年アブダビGP     | 2011年以降はワンメイク                                                                         |
| 3    | ブリヂストン   | 1976 - 1977 1997 - 2010                    | 244    | 175    | 1998年オーストラリアGP | 2010年アブダビGP     | 1976年はF1世界選手権イン・ジャパンのみ 1977年は日本GPのみ 1999-2000年、2007-2010年はワンメイク |
| 4    | ミシュラン     | 1977 - 1984 2001 - 2006                    | 215    | 102    | 1978年ブラジルGP       | 2006年日本GP         |                                                                                                |
| 5    | ダンロップ     | 1956 - 1970 1976 - 1977                    | 175    | 83     | 1958年モナコGP         | 1970年ベルギーGP     | 1976年はF1世界選手権イン・ジャパンのみ 1977年は日本GPのみ                                      |
| 6    | ファイアストン | 1950 - 1960 1966 - 1975                    | 121    | 49     | 1950年インディ500      | 1972年イタリアGP     | 1950-1960年のインディ500を含む                                                                 |
| 7    | コンチネンタル | 1954 - 1958                                | 13     | 10     | 1954年フランスGP       | 1958年アルゼンチンGP |                                                                                                |
| 8    | エンゲルベール | 1950 - 1958                                | 61     | 8      | 1955年モナコGP         | 1958年イギリスGP     |                                                                                                |
| 9    | エイボン       | 1981 - 1982                                | 22     | 0      | -                      | -                    |                                                                                                |

## 足回り
フォーミュラ1カーの大半は4輪であり、前輪が操舵輪、後輪が駆動輪である。これはレギュレーションで「車輪は4つまで」、「四輪駆動（4WD）の禁止」、「四輪操舵（4WS）の禁止」と定められているためである。6輪車はタイヤの回転で発生する乱気流を減らす、四輪駆動はウェットコンディションでの走行安定性を向上させる、四輪操舵は横滑りしにくく内輪差を小さくできるというメリットがあるが、設計や空力などの面で前輪操舵、後輪駆動の方が有利であると考えられている。
ダウンフォースの考えが生まれたばかりの1960年代末は、四輪駆動車が複数台参戦した。ティレル・P34は実戦投入された唯一の6輪車であり、1970年代後半には複数のチームが6輪車の開発に着手した。ベネトンは1993年日本グランプリに四輪操舵システムを搭載したB193Bを投入した。

## 車重
マシンにはレギュレーションに基づき最低重量と車両全体の重量配分が設定されている（2017年はドライバーを含めて728 kg、前後配分328:387+自由設置分7 kg、左右配分50:50。2018年は6 kg増の734 kg）。しかし実際はそれより軽く作られるため、バラストを配置して規定を満たす。マシンは軽いほどバラストを設置する際の自由度が高くなり、レース毎に細部の重量配分を調整できるメリットがある。
マシンの底に取り付けられるスキッドブロック（本来はダウンフォースを制限する目的の摺り板。1994年途中より装着が義務付けられた）に重金属を使用することでマシンの重心を下げる手法も一時期広く使われたが、2015年よりスキッドブロックにはチタン等の軽金属を使用することが義務付けられたため、この手法は使えなくなった。

## エアロダイナミクス

### ウイング

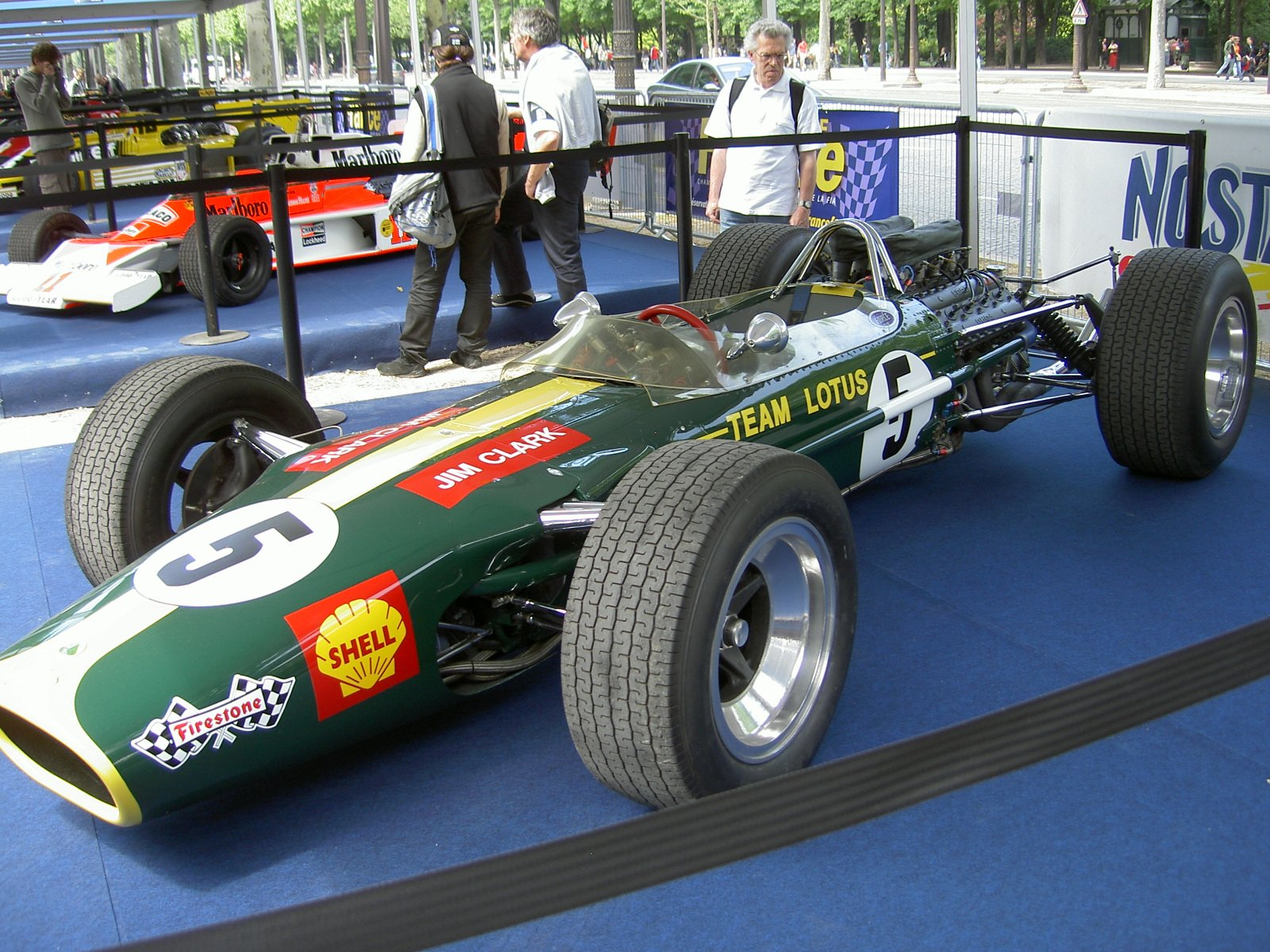
葉巻型マシン（ロータス・49）

1960年代以前は、空気抵抗の低減が求められ、マシンは葉巻型が大半を占めた。また、ドライビングポジションを寝かすことや、シャーシのスリム化による前面投影面積の減少も図られた。ウイングといった空力パーツを使用しているチームは皆無であった。
1960年代に入ると、軽量化による車重の減少やエンジンの高出力化によって、駆動輪であるリヤタイヤが簡単にホイールスピンをおこしてしまい、動力を確実に伝達することが困難になってきた。それを防ぐためには、駆動輪を路面に押し付ける力が必要となる。一番簡単な方法は、質量を増やすということである。しかし、同時に慣性も大きくなってしまい運動性が落ちてしまう。そこで考えられたのが、空力による抗力成分と揚力成分のうち「逆向きの揚力」であるダウンフォースの積極利用である。

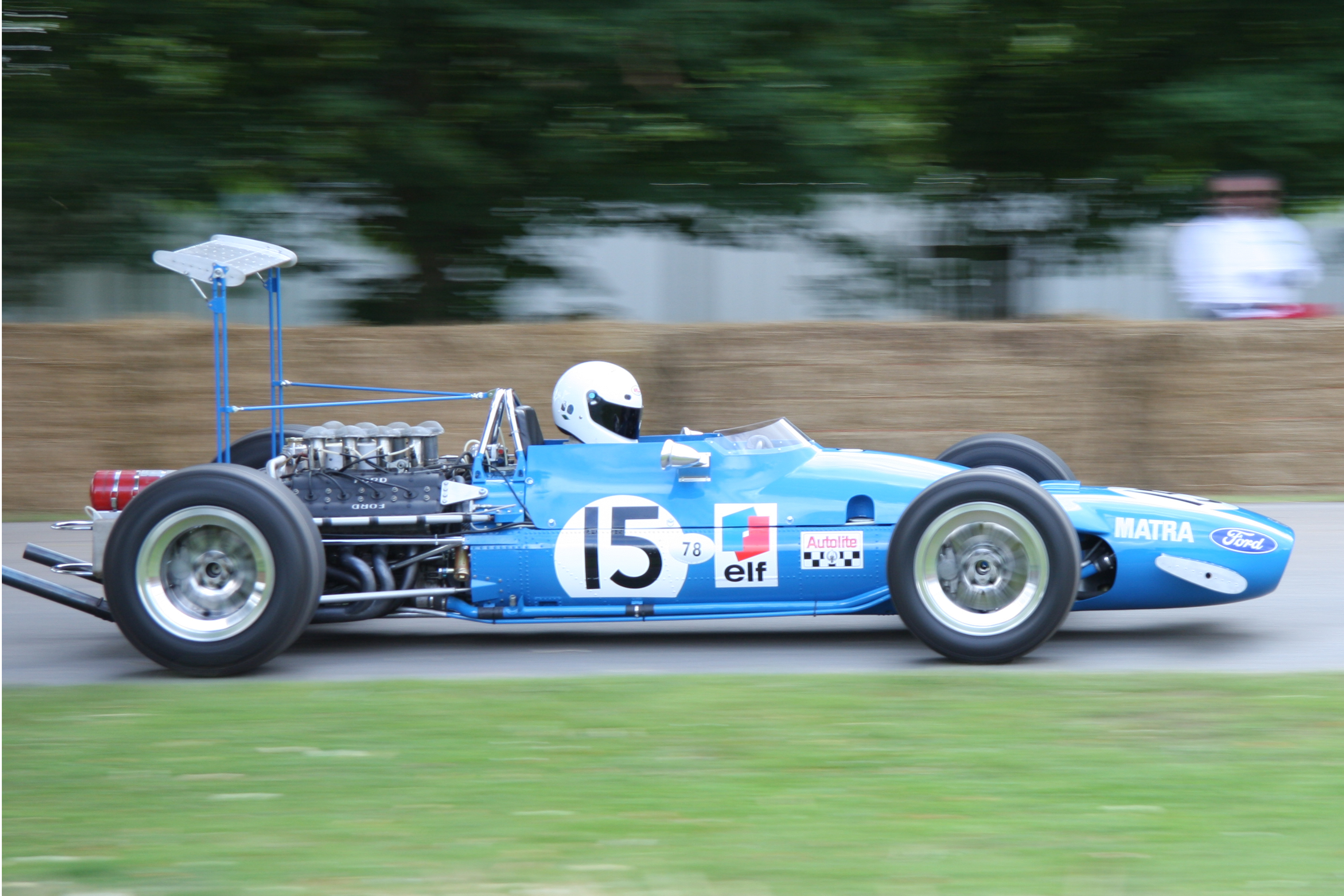
ウイングを搭載した初期のマシン（マトラ・MS10）

1968年にフェラーリやロータスがウイングを実戦に投入した。このウイングは、飛行機の翼を上下逆さまにしたような形状と働きをする。それが各チームに急速に広がっていった。一旦ウイングの効果が明らかになると、効率をよくするため、空気流の乱れが少ない、つまりマシンから離れたどんどん高い位置に装着されるようになった。また、サスペンションの理論上明白なことだが、ウイングが発生するダウンフォースにより車体を下に押さえつけるのではなく、いわゆる「ばね下」となるサスペンションのホイールに近い側に直接ウイングを取り付け、直接ホイールを押さえつけたほうが良い。さらに、ダウンフォースによる効果が大きい高速コーナーではウイングを立て、抗力を減らしたい長い直線ではウイングを寝かす、あるいはコーナーにおいて左右で角度を変えるなどといったことも考えられ、そういった方式を実践したチームも多かった。しかし、強度に難があったりでレース中の脱落が発生するなどし、危険とFIAが判断、1969年のシーズン中には規制が入り、1970年以降現在まで「（ばね上の）車体に固定しなければならない」「走行中に可変であってはならない」という原則と、取り付け高さや最大寸法の制限がルール化されている。
1970年代以後、マシンの形状は葉巻型からウエッジシェイプ型と呼ばれる車体全体で空気を上に押し上げ、ダウンフォースを得る方向に変わっていき、現代の車体前後にウイングが装着されるスタイルに落ち着いた。しかし、空気の流れの分力でもってダウンフォースを発生させることは、空気抵抗の増加にもつながった。そこで、空気抵抗を増やさずに大きなダウンフォースを発生させる方法としてグラウンドエフェクトが導入された。

### グラウンドエフェクト

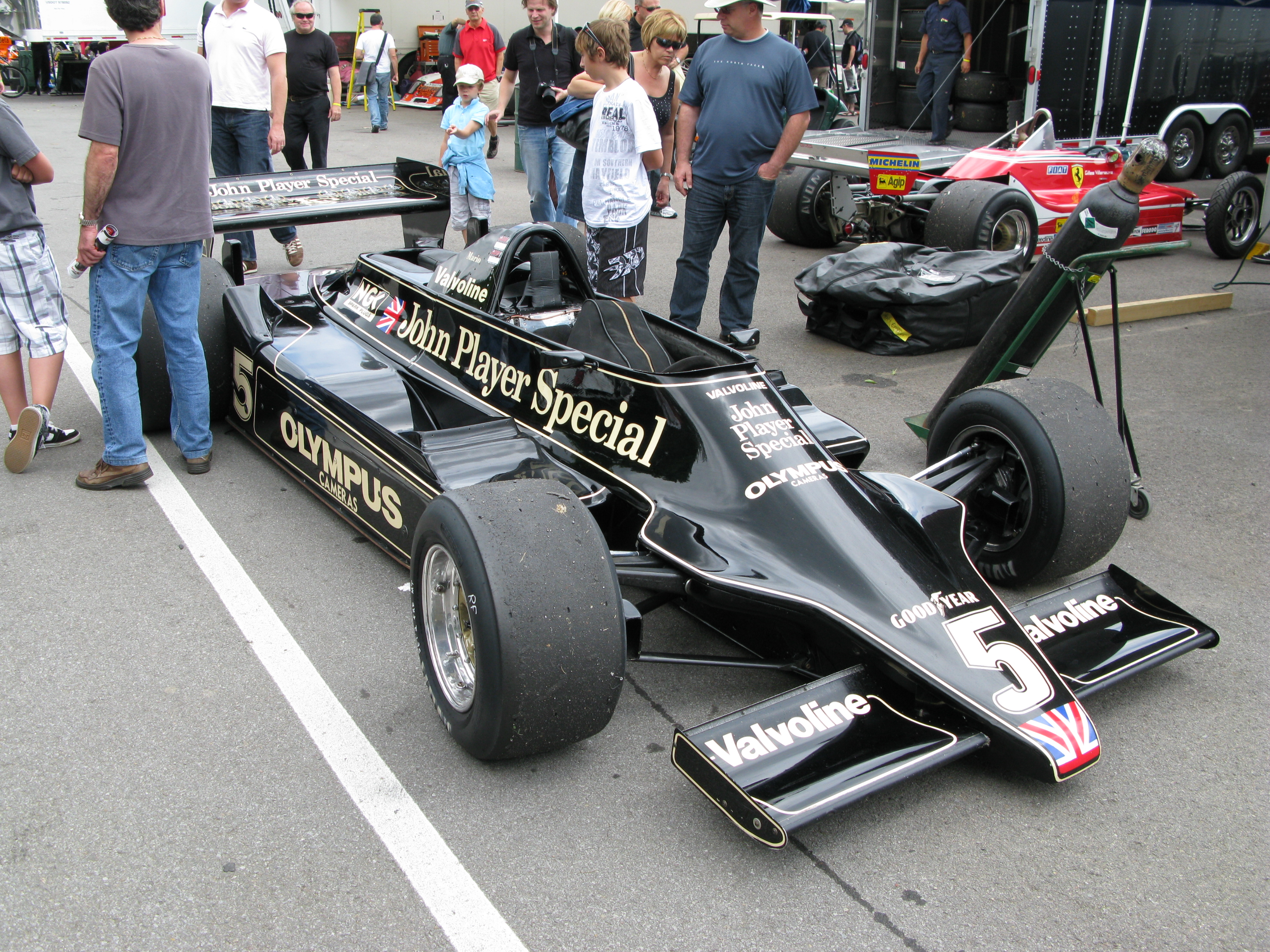
ロータス・79

ダウンフォースを得るため、マシンにはウイングがどんどんつけられていった。しかしウイングはダウンフォースと同時に空気抵抗を発生させてしまう。そこでより大きなダウンフォースを効率よく発生させるためにシャーシ下の空気の流れが研究された。
車体と地面の間に空気を流し、それを車体後方からスムーズに引き抜くことでダウンフォースが発生する地面効果（グラウンドエフェクト）が発見された。具体的には、車体下面をベンチュリ管形状に整形させ、車体側面にサイドスカートを設置して外部と遮断することによって車体下面を負圧にし、ダウンフォースを発生させる。
1978年のロータス・79で本格的に使用され、各チームにも広まっていった。しかし、サイドスカートが路面に引っかかってダウンフォースが急に抜けたり、 ポーパシング（ダウンフォースの増減が短い時間で繰り返されることによる車体姿勢の変化）が発生したりするなどのトラブルもあり、1983年以降はフラットボトム規制（前輪後端から後輪前端までのシャーシ裏は平らであること）が導入された。さらに1995年以降は、ステップドボトム規制が導入された（シャーシ裏に段差を設けることでさらにシャーシと地面の距離を大きくすること）。

### 1990年代以降のエアロダイナミクスの規制
1990年代からは上記の技術の熟成と、乱気流の削減によって多くのダウンフォースを発生させる時代になった。また、CFDや風洞によるシミュレーションにより、マシンの形状が複雑化していくようになった。2000年代中盤にかけて、マシンには小型の空力パーツが多数取り付けられるようになり、マシンの空力的な性質が敏感になることで、乱気流内を走行しているマシンの挙動が変化し、前方のマシンを追い抜くことが困難となることが問題となった。そこで2009年には大幅なレギュレーション改定が行われ、空力パーツの一部禁止が行われた。規制が厳しくなる中、以下の技術や機構が開発、研究された。
ディフューザー

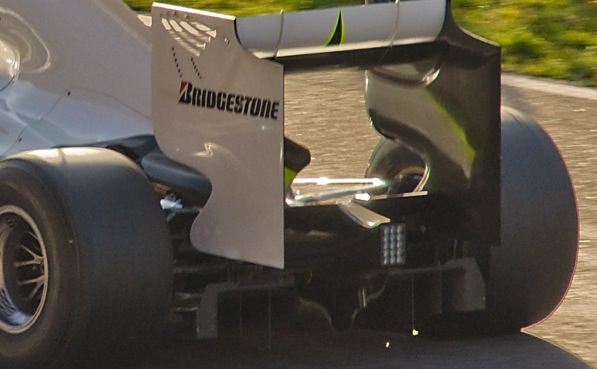
ブラウン BGP001のディフューザー（2009年）

マシン後端下部に装着されている、後ろ上がりに傾斜した板状の部品。これにより車体底面の空気を引き抜き、ダウンフォースをより多く発生させる。2層構造にすることによって開口部を拡大したマルチディフューザー、排気を吹きつけて内部を流れる空気の量を増加させたブロウンディフューザーなど、より多くのダウンフォースを発生させる方法が試されたがいずれもレギュレーションで禁止された。
ハイノーズ・コンセプト
前述の通り、ウェッジシェイプ型のボディは空気を上に押し上げることでダウンフォースを発生させるために採用され普及した。しかし空力が研究されるにつれ、車体の底面や後方でより多くの空気を利用できる方がより多くのダウンフォースを発生させることが可能であり、そのためにはノーズの下に空気を流すことが有効であることが分かった。ティレル・019やベネトン・B191が先駆けて採用すると、1990年代後半からほとんどのコンストラクターが採用した。さらにノーズ下により広い空間を確保するために、サスペンションの位置は引き上げられノーズは薄型化していった。現在ではクラッシュ時のドライバーの安全性を確保するために、ノーズ先端部の高さは規制されている。
空力操作デバイス
ウイングなどの空力的付加物は一部の例外を除き走行中に動いてはいけないことが規定されているが、各チームは抜け道を探し続け、2000年代後半から2010年代にかけて、走行中に空力的特性を変化させるデバイスが開発された。代表的なものには、
- ドライバーの操作によってリアウィングのダウンフォースを調節するFダクト（マクラーレンが開発するも、禁止される）
- 高速走行時の高い風圧によってたわませ、抵抗を低減するフレキシブルウィング（2008年のレギュレーション厳格化に伴い消滅したとされるが、2025年現在も疑惑がある）
- リアウィングの角度を変化させ空気抵抗を減らすドラッグリダクションシステム（通称DRS、2011年よりレギュレーションの範囲内での使用が認められている）[65]

がある。
2026年からは従来のDRSを発展させる形で、前後のウイングの角度等を走行中に変更できる、通称「アクティブエアロ」が導入される予定。

## 車体性能

### 最高速度
F1カーは、タイヤが剥き出しになっていることやウイングなどが発生する空気抵抗の多さに加え、レースごとにそのコースでの最速タイムを出すようなセッティングにするため、最高速度をあえて落とすことも多々ある。
レース中に記録された最高速度の中で最速の記録は、372.6 km/hである（2005年イタリアグランプリ決勝 マクラーレン・MP4-20/ファン・パブロ・モントーヤ）。予選を含めると2016年ヨーロッパグランプリでバルテリ・ボッタスが378 km/hを記録している。
サーキット以外の場で、あえて最高速度を狙うなら400 km/hを超えることも可能である。2005年にはホンダ（旧B・A・R）が、最高速度を競う大会（ボンネビル・スピードウェイ）に向けた走行をアメリカ合衆国カリフォルニア州モハーヴェ空港で行い、そこでホンダはB・A・R 007をF1レギュレーションに適合している範囲で改造し、最高速度415 km/hを記録した。

## 主な参考文献
- 桧垣和夫『F1最新マシンの科学』講談社、2000年。ISBN 4-06-209993-4。
- 桧垣和夫『F1の科学』講談社〈ブルーバックス〉、1993年。ISBN 4-06-132982-0。
- 桧垣和夫『F1テクノロジーの最前線〈2010年版〉』ソフトバンククリエイティブ、2010年。ISBN 978-4-7973-5255-9。